# Liste der denkmalgeschützten Objekte in Waidhofen an der Ybbs
Die Liste der denkmalgeschützten Objekte in Waidhofen an der Ybbs enthält die 150 denkmalgeschützten unbeweglichen Objekte der Statutarstadt Waidhofen an der Ybbs in Niederösterreich.

## Denkmäler
| Foto |                 | Denkmal                                                                                                | Standort                                                         | Beschreibung | Metadaten |
| ---- | --------------- | --- | ---------------------------------------------------------------- | --- | --- |
| ja   | Datei hochladen | Ehem. Pfarrhof HERIS-ID: 35215 Objekt-ID: 33870                                                        | Konradsheim 48 Standort KG: Konradsheim                          | Der zweigeschoßige, dreiachsige kubische Bau stammt von 1838 und hat zwei quergestellte, umgebaute Wirtschaftsgebäude. | BDA-Hist.: Q37962133 Status: § 2a Stand der BDA-Liste: 2025-06-30 Name: Ehem. Pfarrhof GstNr.: .75/1 Pfarrhof Konradsheim                                                                                                |
| ja   | Datei hochladen | Kath. Pfarrkirche hl. Nikolaus HERIS-ID: 50054 Objekt-ID: 54554                                        | Konradsheim 48 Standort KG: Konradsheim                          | Die erhöht stehende, ungleich zweischiffige, gotische Hallenkirche besitzt einen markanten Giebelturm und ist über eine im Westen breit vorgelagerte Naturstufenanlage zu erreichen. Vermutlich bereits im 12. Jahrhundert befand sich eine romanische Saalkirche als Burgkapelle an der Stelle. In der ersten Hälfte des 14. Jahrhunderts wurde – unter Verwendung von Material der abgetragenen Burg – der leicht eingezogene, pseudo-einjochige Chor mit gestrecktem 5/8-Schluss der heutigen Kirche, in der zweiten Hälfte desselben Jahrhunderts das nördliche vierjochige Hauptschiff der Staffelhalle erbaut. Das südliche, niedrigere, dreijochige Seitenschiff kam um 1500 hinzu und ist durch zwei Arkaden geöffnet. In der nordwestlichen Ecke führt eine rechtsläufige Treppe zur dreiachsigen, auf toskanischen Steinsäulen ruhenden Orgelempore mit Platzlgewölben. Seit 1783 bzw. 1891 ist die mit einem Walmdach gedeckte Kirche auch Pfarre. An der Außenseite des Langhauses befinden sich über einem hohen Sockel Strebelisenengliederung und Spitzbogenfenster, an der Nordseite zwei Strebebögen; an der Südseite befindet sich im Untergeschoß eine barocke Sakristei. Der leicht eingezogene, polygonale Chor ist ohne Strebepfeiler und direkt über Felsen gebaut. Der Spachtelverputz stammt aus 1959. An der Westfassade befindet sich ein einjochiger, spätbarocker Erweiterungsbau, der komplett mit Eternit verschindelt wurde. Der urkundlich erstmals 1764 erwähnte Turm mit Uhrengiebel ist mit einer geschweiften Haube gedeckt und besitzt korbbogige Öffnungen. Links des Turms befindet sich ein schlichter, rezenter Vorbau, des Weiteren befinden sich zwei Scheitelsteinportale mit Auge-Gottes-Reliefs an der Kirche. | BDA-Hist.: Q38037756 Status: § 2a Stand der BDA-Liste: 2025-06-30 Name: Kath. Pfarrkirche hl. Nikolaus GstNr.: .78 Pfarrkirche hl. Nikolaus (Konradsheim)                                                                |
| ja   | Datei hochladen | Ehem. Rothschildscher Gutshof und Wagenschuppen HERIS-ID: 46313 Objekt-ID: 48140                       | Atschreithstraße 17 Standort KG: Kreilhof                        | Der mit Fachwerkdekor ausgestattete Gutshof besteht aus einem eingeschoßigen Wohnbau mit zweigeschoßiger Giebelfront und Schopfwalmdach sowie einem Wirtschaftstrakt. | BDA-Hist.: Q38020565 Status: Bescheid Stand der BDA-Liste: 2025-06-30 Name: Ehem. Rothschildscher Gutshof und Wagenschuppen GstNr.: 242/2 Ehem. Rothschildscher Gutshof Waidhofen an der Ybbs                            |
| ja   | Datei hochladen | Bildstock HERIS-ID: 64451 Objekt-ID: 77170                                                             | Standort KG: Kreilhof                                            | Der vermutlich aus 1532 stammende Bildstock stand ursprünglich an der Kreilhofbrücke und wurde wegen der Neugestaltung der Ybbsitzerstraße um ca. hundert Meter versetzt. In dem laternenförmigen Aufsatz über einer bombierten Steinsäule befindet sich ein Bild der Heiligen Dreifaltigkeit, links und rechts davon sind an die Türkenzeit erinnernde Sprüche zu lesen. | BDA-Hist.: Q38107019 Status: § 2a Stand der BDA-Liste: 2025-06-30 Name: Bildstock GstNr.: 916/15 Bildstock Kreilhof |
| ja   | Datei hochladen | Viadukt und Eisenbrücke bei Gstadt HERIS-ID: 26617 Objekt-ID: 23103                                    | Ybbsitzerstraße 99, südlich Standort KG: Kreilhof                | Das aus mehrachsigen Steinbogenteilen bestehende Viadukt mit stählerner Fischbauchkonstruktion als Mittelteil wurde im Zuge des ersten Bauabschnitts der Ybbstalbahn um 1896 errichtet. Die Brücke verbindet die Gemeinden Ybbsitz und Waidhofen an der Ybbs. | BDA-Hist.: Q37902798 Status: Bescheid Stand der BDA-Liste: 2025-06-30 Name: Viadukt und Eisenbrücke bei Gstadt GstNr.: 1007                                                                                              |
| ja   | Datei hochladen | Straßenbrücke über die Ybbs, Ybbsbrücke HERIS-ID: 62423 Objekt-ID: 74966                               | Ybbsitzerstraße 99, bei Standort KG: Kreilhof                    | Die steinerne Bogenbrücke wurde um 1878 erbaut. Sie verbindet die Gemeinden Ybbsitz und Waidhofen an der Ybbs. | BDA-Hist.: Q38099677 Status: Bescheid Stand der BDA-Liste: 2025-06-30 Name: Straßenbrücke über die Ybbs, Ybbsbrücke GstNr.: 986/2                                                                                        |
| ja   | Datei hochladen | Kath. Pfarrkirche hl. Georg HERIS-ID: 50623 Objekt-ID: 55760                                           | neben St.Georgnerstraße 36 Standort KG: St. Georgen in der Klaus | Urkundlich erstmals 1186 als Kapelle erwähnt, wurde die Kirche bis 1776 vom Stift Seitenstetten betreut. Sie ist eine spätgotische Saalkirche, im Chor mit 5/8-Schluss, die einen vorgestellten Westturm und einen Vorbau im Süden hat. | BDA-Hist.: Q38041277 Status: § 2a Stand der BDA-Liste: 2025-06-30 Name: Kath. Pfarrkirche hl. Georg GstNr.: 521 Pfarrkirche St. Georgen in der Klaus                                                                     |
| ja   | Datei hochladen | Pfarrhof HERIS-ID: 64411 Objekt-ID: 77128                                                              | St.Georgnerstraße 38 Standort KG: St. Georgen in der Klaus       | Der 1791 erbaute Pfarrhof ist ein zweigeschoßiges, unter einem Mansarddach stehendes, kubisches Mittelflurhaus. | BDA-Hist.: Q38106885 Status: § 2a Stand der BDA-Liste: 2025-06-30 Name: Pfarrhof GstNr.: 525/1 Pfarrhof St. Georgen in der Klaus                                                                                         |
| ja   | Datei hochladen | Kath. Pfarrkirche hl. Leonhard und Friedhof HERIS-ID: 64415 Objekt-ID: 77132                           | bei St.Leonharderstraße 82 Standort KG: St. Leonhard am Walde    | Urkundlich als Filiale von Neuhofen erstmals 1435 erwähnt, wurde die Kirche 1443 geweiht, 1778 zum Vikariat und 1939 zur Pfarre erhoben. Es handelt sich um eine spätgotische Hallenkirche mit leicht eingezogenem Chor mit 5/8-Schluss und vorgestelltem Westturm. | BDA-Hist.: Q38106902 Status: § 2a Stand der BDA-Liste: 2025-06-30 Name: Kath. Pfarrkirche hl. Leonhard und Friedhof GstNr.: 1032 Pfarrkirche St. Leonhard am Wald                                                        |
| ja   | Datei hochladen | Flur-/Wegkapelle HERIS-ID: 64418 Objekt-ID: 77135                                                      | vor St.Leonharderstraße 79 Standort KG: St. Leonhard am Walde    | Die Kapelle wurde Anfang des 19. Jahrhunderts erbaut und beherbergt eine moderne Statue des Heiligen Florian. | BDA-Hist.: Q38106923 Status: § 2a Stand der BDA-Liste: 2025-06-30 Name: Flur-/Wegkapelle GstNr.: 2969/1 Wegkapelle St. Leonhard am Wald                                                                                  |
| ja   | Datei hochladen | Pfarrhof HERIS-ID: 64417 Objekt-ID: 77134                                                              | Mostviertler Höhenstraße 1 Standort KG: St. Leonhard am Walde    | Der zweigeschoßige, kubische Bau mit Mansarddach und reich gestalteten Fassaden wurde um 1740 erbaut. | BDA-Hist.: Q38106912 Status: § 2a Stand der BDA-Liste: 2025-06-30 Name: Pfarrhof GstNr.: .109 Pfarrhof St. Leonhard am Wald                                                                                              |
| ja   | Datei hochladen | Bergmannbrunnen HERIS-ID: 64105 Objekt-ID: 76806                                                       | vor Durstgasse 3 Standort KG: Waidhofen an der Ybbs              | Der Brunnen ist der ehemalige Brunnen im Felde und befindet sich an einer ehemaligen Wasserentnahmestelle. Er besteht aus einem oktogonalen Becken, in dessen Mitte sich eine Bergknappenstatue befindet. Eine Tafel erinnert an den von 1797 bis 1947 betriebenen Steinkohlebergbau. | BDA-Hist.: Q38105359 Status: § 2a Stand der BDA-Liste: 2025-06-30 Name: Bergmannbrunnen GstNr.: 697/44 |
| ja   | Datei hochladen | Bürgerspitalkirche hl. Katharina HERIS-ID: 30880 Objekt-ID: 27700                                      | Eberhard-Platz Standort KG: Waidhofen an der Ybbs                | Ein im Kern vermutlich aus dem 13. Jahrhundert stammender, zweischiffiger Bau mit Zeltdach. Das schmälere Südschiff stammt aus dem 15. Jahrhundert. Der fünfgeschoßige Turm im SW-Chorwinkel hat ein barockes Turmgeschoß und eine barocke, zweifach eingeschnürte Zwiebelhaube. Im Inneren befinden sich eine bemerkenswerte Gruppe von drei frühbarocken Altären um 1634 sowie zahlreiche Statuen, Leinwandbilder, Glas- und Wandmalereien. | BDA-Hist.: Q37938592 Status: Bescheid Stand der BDA-Liste: 2025-06-30 Name: Bürgerspitalkirche hl. Katharina GstNr.: .83 Bürgerspitalkirche hl. Katharina Waidhofen an der Ybbs                                          |
| ja   | Datei hochladen | Bürgerspital HERIS-ID: 30884 Objekt-ID: 27705                                                          | Eberhard-Platz 6 Standort KG: Waidhofen an der Ybbs              | An die Bürgerspitalkirche angeschlossener zweigeschoßiger, hakenförmiger Bau mit spätmittelalterlichem Kern, schlichter Fassade mit Eckquaderauflagen, Profilgesimsen und biedermeierlichen Steingewändeportalen, darüber ein Walmdach. Ein flachbogiger Durchgang wurde nachträglich mit 1274 bezeichnet, im Erdgeschoß befinden sich teilweise Kreuzgratgewölbe und Unterzugbalken aus dem 16. Jahrhundert. | BDA-Hist.: Q37938607 Status: Bescheid Stand der BDA-Liste: 2025-06-30 Name: Bürgerspital GstNr.: .82 |
| ja   | Datei hochladen | Amtsgebäude Österreichische Bundesforste HERIS-ID: 64324 Objekt-ID: 77031                              | Ederstraße 7 Standort KG: Waidhofen an der Ybbs                  | Die repräsentative Anlage vom Beginn des 19. Jahrhunderts besteht aus einem Hauptgebäude mit geschweiftem Walmdach, dessen Fassade im Obergeschoß eine biedermeierliche Lünettengliederung aufweist, die Gartenfassade ist gestuft, sowie niedrigen kubischen Nebengebäuden. | BDA-Hist.: Q38106634 Status: § 2a Stand der BDA-Liste: 2025-06-30 Name: Amtsgebäude Österreichische Bundesforste GstNr.: 246/5 Amtsgebäude der Bundesforste Waidhofen an der Ybbs                                        |
| ja   | Datei hochladen | Wohn- und Geschäftshaus HERIS-ID: 64499 Objekt-ID: 77229                                               | Freisingerberg 6 Standort KG: Waidhofen an der Ybbs              | Ehemaliger Gasthof „Zum Goldenen Stern“, giebelständig unter Schopfwalmdach, im Kern aus dem 15. und 16. Jahrhundert. | BDA-Hist.: Q38107215 Status: Bescheid Stand der BDA-Liste: 2025-06-30 Name: Wohn- und Geschäftshaus GstNr.: .55/1 |
| ja   | Datei hochladen | Friedhof christlich HERIS-ID: 64098 Objekt-ID: 76799                                                   | Friedhofstraße 5 Standort KG: Waidhofen an der Ybbs              | Der 1891 am Ende der Pocksteinerallee angelegte Friedhof wird an drei Seiten von als Laubengänge gestalteten Mauern umfasst. Auf ihm befinden sich reich gestaltete Schmiedeeisenkreuze mit floralem Dekor. Im südlichen Laubengang befindet sich der Wappengrabstein der Familie Reichenauer aus dem Jahr 1614. Die in den Jahren 1894 bis 1897 erbaute Friedhofskapelle beherbergt die Gruft der Stadtpfarrer und ist ein schlichter neugotischer Rechteckbau mit Polygonalchor, einem markanten, eingestellten Turm und seitlichen Strebepfeilern. Im Inneren befinden sich ein sechsteiliges, auf Eckpfeilern ruhendes Gratgewölbe, ein spitzbogiger Triumphbogen, in der Apsis ein angespitztes, farbig dekoriertes Stichkappengewölbe und in der Vorhalle ein Kreuzgratgewölbe. Auf dem neugotischen Schnitzaltar befindet sich eine 1903 geweihte Kreuzigungsgruppe. | BDA-Hist.: Q38105319 Status: § 2a Stand der BDA-Liste: 2025-06-30 Name: Friedhof christlich GstNr.: 221/2, .619 Friedhof Waidhofen an der Ybbs                                                                           |
| ja   | Datei hochladen | Kapelle hl. Kreuz HERIS-ID: 64117 Objekt-ID: 76818                                                     | bei Friedhofstraße 7 Standort KG: Waidhofen an der Ybbs          | Die Kapelle befindet sich neben dem Friedhof in der Pocksteinerallee. Sie ist ein barocker Rechteckbau mit eingezogener Apsiskalotte und ist durch einen mächtigen Rundbogen mit geschweiftem Blendgiebelaufsatz geöffnet. In ihr befindet sich eine um 1670 angefertigte und 1903 renovierte monumentale Kreuzigungsgruppe. | BDA-Hist.: Q38105444 Status: § 2a Stand der BDA-Liste: 2025-06-30 Name: Kapelle hl. Kreuz GstNr.: .215/3 Kapelle hl. Kreuz Waidhofen an der Ybbs                                                                         |
| ja   | Datei hochladen | Bildstock HERIS-ID: 64107 Objekt-ID: 76808                                                             | Gottfr. Frieß-Gasse Standort KG: Waidhofen an der Ybbs           | Der hölzerne Nischenbildstock aus 1831 enthält eine Pietà aus derselben Zeit und ist mit einem geschindelten Kegeldach gedeckt. | BDA-Hist.: Q38105377 Status: § 2a Stand der BDA-Liste: 2025-06-30 Name: Bildstock GstNr.: 736/1 |
| ja   | Datei hochladen | Wohnhaus HERIS-ID: 35228 Objekt-ID: 33894                                                              | Graben 3 Standort KG: Waidhofen an der Ybbs                      | Das unter einem markanten Mansarddach stehende Biedermeierhaus hat eine Fassade mit geschuppter Sockelbänderung, Lünettengliederung mit Strahlendekor, Parapetfelder mit Balustradendekor, schmiedeeiserne Fensterkörbe. Ein Oberlichtportal ist mit 1829 bezeichnet. Eine Gedenktafel erinnert an Pater Anselm Salzer. | BDA-Hist.: Q37962251 Status: Bescheid Stand der BDA-Liste: 2025-06-30 Name: Wohnhaus GstNr.: .307 |
| ja   | Datei hochladen | Müllner-Turm HERIS-ID: 11104 Objekt-ID: 7176                                                           | Graben 12 Standort KG: Waidhofen an der Ybbs                     | Der direkt an die Stadtmauer angeschlossene ehemalige Stadtturm aus dem 14. Jahrhundert wurde an der Ecke eines siebenachsigen Baues mit historischer Fassade errichtet. Der Turm weist im unteren Bereich einen quadratischen Grundriss auf, im oberen ist der Grundriss polygonal. Über einer hölzernen Kragsteinmanschette befindet sich ein der polygonalen Form folgendes Zeltdach. | BDA-Hist.: Q38089655 Status: Bescheid Stand der BDA-Liste: 2025-06-30 Name: Müllner-Turm GstNr.: .99/2 Stadtbefestigung Waidhofen an der Ybbs                                                                            |
| ja   | Datei hochladen | Ehem. Kapuzinerkirche hl. Franz von Assisi HERIS-ID: 64017 Objekt-ID: 76709                            | Graben 13 Standort KG: Waidhofen an der Ybbs                     | Die von der Baulinie etwas zurücktretende und durch Kapellen akzentuierte frühbarocke Saalkirche stammt aus den Jahren 1648 bis 1659, wurde von 1832 bis 1834 und von 1900 bis 1909 restauriert und von 1991 bis 2000 generalrestauriert. Sie hat ein steiles Satteldach und einen kleinen Giebelreiter mit Pyramidenhelm. Das Rechteckportal an der schlichten Hauptfassade ist von Rundbogenfenstern flankiert, darüber befindet sich ein 1958 angefertigtes Relief von Rudolf Schmid, eine Pietà. In dem dreijochigen Saal befindet sich eine auf Wandvorlagen gelagerte, flache Stichkappentonne. Die dreiachsige Empore mit balkonartigem Vorbau ist in Segmentbögen geöffnet. Ein segmentbogiger, stark eingezogener Triumphbogen führt zum zweijochigen, eingezogenen, rechteckigen Chor. Die Seitenkapelle ist ein quadratischer, einjochiger tonnengewölbter Raum, der durch einen segmentbogigen Scheidbogen mit dem Langhaus verbunden ist. Marmorierte Quaderung an den Wänden sowie 1902 bis 1909 von Franz Geipel angefertigte und 1998 restaurierte Wandmalereien. Im Langhausgewölbe befinden sich Texte der Sieben letzten Worte Jesu, zudem Symbole und Szenen aus der Passion Christi, im Chor Evangelistensymbole. Eine vom Beginn des 16. Jahrhunderts stammende Kreuzigungsszene mit einem vollplastischen spätgotischen Kreuz befindet sich am Scheidbogen zur Seitenkapelle, welche mit biedermeierlichen Darstellungen ausgestattet ist. Die Glasmalereien an den Fenstern im Langhaus stammen aus dem Jahr 1932 (restauriert 1997) von der Tiroler Glasmalereianstalt. Das Altarblatt des barockisierenden Hochaltars aus dem Jahr 1834 (Erweiterung 1895) sowie die Kreuzwegbilder (1834) stammen von F. Kandler. Die Darstellungen an den Seitenaltären sowie einige weitere Bilder wurden ebenfalls von Kandler angefertigt, sind jedoch Kopien. Zudem befindet sich eine spätgotische Madonnenstatue vom Anfang des 16. Jahrhunderts am rechten Seitenaltar. Der Altar in der Seitenkapelle ist ein spätbarocker konkaver Wandverbau aus 1761. Die Orgel wurde 1842 von Josef Breinbauer erbaut. | BDA-Hist.: Q38105036 Status: § 2a Stand der BDA-Liste: 2025-06-30 Name: Ehem. Kapuzinerkirche hl. Franz von Assisi GstNr.: .317 Ehem. Kapuzinerkirche hl. Franz von Assisi Waidhofen an der Ybbs                         |
| ja   | Datei hochladen | Kapelle hl. Johannes Nepomuk HERIS-ID: 64109 Objekt-ID: 76810                                          | vor Graben 13 Standort KG: Waidhofen an der Ybbs                 | Die gegenüber der ehemaligen Kapuzinerkirche stehende, große Kapelle hat einen geschweiften rundbogigen Blendgiebel, Pilastergliederung und Stuckdekor auf den Rieselputzfassaden. Im Inneren befindet sich über einem geschweiften Steinsockel eine Statue hl. Johannes Nepomuk, die im Chronogramm mit 1735 bezeichnet ist. | BDA-Hist.: Q38105395 Status: § 2a Stand der BDA-Liste: 2025-06-30 Name: Kapelle hl. Johannes Nepomuk GstNr.: 697/79 Kapelle hl. Johannes Nepomuk Waidhofen an der Ybbs                                                   |
| ja   | Datei hochladen | Kapelle hl. Anna Selbdritt HERIS-ID: 64112 Objekt-ID: 76813                                            | bei Graben 13 Standort KG: Waidhofen an der Ybbs                 | Die Kapelle besitzt ein geschweiftes Walmdach, hat einen rechteckigen Grundriss und ist eine von zwei, die Fassade der ehemaligen Kapuzinerkirche flankierenden Kapellen aus der Mitte des 18. Jahrhunderts; sie steht auf der rechten Seite und beherbergt eine unter einem Baldachin stehende Statue der hl. Anna von Selbdritt aus der 1. Hälfte des 17. Jahrhunderts. | BDA-Hist.: Q38105407 Status: § 2a Stand der BDA-Liste: 2025-06-30 Name: Kapelle hl. Anna Selbdritt GstNr.: 697/79 Kapelle hl. Anna Selbdritt, Waidhofen an der Ybbs                                                      |
| ja   | Datei hochladen | Kapelle Christus an der Geißelsäule HERIS-ID: 64114 Objekt-ID: 76815                                   | bei Graben 13 Standort KG: Waidhofen an der Ybbs                 | Die Kapelle besitzt ein geschweiftes Walmdach, hat einen rechteckigen Grundriss und ist eine von zwei, die Fassade der ehemaligen Kapuzinerkirche flankierenden Kapellen aus der Mitte des 18. Jahrhunderts; sie steht auf der linken Seite und beherbergt die Statue Christus an der Geißelsäule. | BDA-Hist.: Q38105424 Status: § 2a Stand der BDA-Liste: 2025-06-30 Name: Kapelle Christus an der Geißelsäule GstNr.: 697/79 Kapelle Christus an der Geißelsäule Waidhofen an der Ybbs                                     |
| ja   | Datei hochladen | Lachentturm HERIS-ID: 11422 Objekt-ID: 7518                                                            | Graben 32 Standort KG: Waidhofen an der Ybbs                     | Der halbrunde, viergeschoßige Wehrturm Lachentturm, auch Lachenturm, Lachententurm und Lachettenturm, wurde 1381–1410 von Bischof Berthold von Wehingen errichtet und diente der südlichen Stadtmauer als Verstärkung. Wurde um 1900 als Wohnhaus adaptiert, mit unregelmäßiger Fassade, polygonalem Flacherker, Kreuzgratgewölbe im Erdgeschoß, Tonnengewölbe im Keller. | BDA-Hist.: Q38100629 Status: Bescheid Stand der BDA-Liste: 2025-06-30 Name: Lachentturm GstNr.: .90/2 Stadtbefestigung Waidhofen an der Ybbs                                                                             |
| ja   | Datei hochladen | Wohnhaus HERIS-ID: 44594 Objekt-ID: 45424                                                              | Hintergasse 4 Standort KG: Waidhofen an der Ybbs                 | Leicht geknickte, zweigeschoßige Fassade mit spätgotischem Portal, Steingewändefenster und Schopfwalmdach. Gemalte, spätgotisch nachempfundene Quaderung an der Fassade (bez. 1555, 1650, 1758), wurde 1978 und 1990 erneuert. Im Inneren ein tonnengewölbter Flur, Obergeschoßraum mit Kreuzgratgewölbe, eine Holzbalkendecke aus 1556. | BDA-Hist.: Q38010220 Status: Bescheid Stand der BDA-Liste: 2025-06-30 Name: Wohnhaus GstNr.: .132 |
| ja   | Datei hochladen | Bürgerhaus HERIS-ID: 64333 Objekt-ID: 77041                                                            | Hintergasse 9 Standort KG: Waidhofen an der Ybbs                 | Zweigeschoßiger Bau vom Anfang des 19. Jahrhunderts mit Rieselputzfassade und Schopfwalmdach, seitlich befindet sich ein Wandbild Pietà mit Gottvater, ebenfalls Anfang 19. Jahrhundert. | BDA-Hist.: Q38106673 Status: Bescheid Stand der BDA-Liste: 2025-06-30 Name: Bürgerhaus GstNr.: 11 Bürgerhaus Hintergasse 9 Waidhofen an der Ybbs                                                                         |
| ja   | Datei hochladen | Stadtmauerabschnitt HERIS-ID: 111086 Objekt-ID: 128863                                                 | Hintergasse 11 Standort KG: Waidhofen an der Ybbs                | Sichtbarer Rest der unter Bischof Konrad II. von Freising in den Jahren 1258–1279 angelegten und von Bischof Berthold von Wehingen ausgebauten doppelten Ringmauer. | BDA-Hist.: Q37821712 Status: Bescheid Stand der BDA-Liste: 2025-06-30 Name: Stadtmauerabschnitt GstNr.: .137/1 Stadtbefestigung Waidhofen an der Ybbs                                                                    |
| ja   | Datei hochladen | Wohnhaus HERIS-ID: 21219 Objekt-ID: 17536                                                              | Hintergasse 19 Standort KG: Waidhofen an der Ybbs                | Dreigeschoßiger, traufständiger Bau mit Kreuzgratgewölben und Tonnengewölben (Anfang 16. Jahrhundert) in Erdgeschoß und Keller; Netzgratgewölbe (1. Hälfte 16. Jahrhundert) im Obergeschoß; kleiner Hof mit Korbbogenarkaden. | BDA-Hist.: Q37860147 Status: Bescheid Stand der BDA-Liste: 2025-06-30 Name: Wohnhaus GstNr.: .140 |
| ja   | Datei hochladen | Wohnhaus HERIS-ID: 44593 Objekt-ID: 45423                                                              | Hintergasse 31 Standort KG: Waidhofen an der Ybbs                | An der Stadtmauer gelegener, aufgrund von Niveau-Unterschieden in mehreren Trakten errichteter zwei- bis dreigeschoßiger Bau mit unterschiedlichen Dächern. Im Kern Tonnen- und Kreuzgratgewölbe und Holzdecken aus dem 15. Jahrhundert; außerdem freigelegte, neuzeitliche sakrale Ikonographie. Die Fassade trägt eine spätbarock-spätklassizistische Putzgliederung (Ende 18. Jahrhundert). | BDA-Hist.: Q38010210 Status: Bescheid Stand der BDA-Liste: 2025-06-30 Name: Wohnhaus GstNr.: .109, 23 Wohnhaus Hintergasse 31 Waidhofen an der Ybbs                                                                      |
| ja   | Datei hochladen | Stadtmauerabschnitt HERIS-ID: 13555 Objekt-ID: 9745                                                    | Hoher Markt 7 Standort KG: Waidhofen an der Ybbs                 | Sichtbarer Rest der unter Bischof Konrad II. von Freising in den Jahren 1258–1279 angelegten und von Bischof Berthold von Wehingen ausgebauten doppelten Ringmauer. | BDA-Hist.: Q38180731 Status: Bescheid Stand der BDA-Liste: 2025-06-30 Name: Stadtmauerabschnitt GstNr.: .102 Stadtbefestigung Waidhofen an der Ybbs                                                                      |
| ja   | Datei hochladen | Bürgerhaus HERIS-ID: 10692 Objekt-ID: 6753seit 2016                                                    | Hoher Markt 10 Standort KG: Waidhofen an der Ybbs                | Das ehemalige Handwerkerhaus verfügt unter anderem über eine einfach ausgeführte Holzbalkendecke. | BDA-Hist.: Q38076555 Status: Bescheid Stand der BDA-Liste: 2025-06-30 Name: Bürgerhaus GstNr.: .29 |
| ja   | Datei hochladen | Wohn- und Geschäftshaus, ehem. Stadtbibliothek HERIS-ID: 56520 Objekt-ID: 65991                        | Hoher Markt 12 Standort KG: Waidhofen an der Ybbs                | Spätgotisches, giebelständiges Eckhaus mit leicht ausschwingendem Schopfwalmdach, an dessen dreiachsiger Front sind ein veränderter spätgotischer Portalerker über einem rechteckigen Steingewändeportal, sowie im Dachgeschoß spätgotisch profilierte Steingewändefenster. Die Seitenfassade ziert ein Flacherker mit Vorbau, im hinteren Trakt befinden sich Tonnengewölbe mit Stichkappen und überkreuzten, angeputzten Graten. | BDA-Hist.: Q38072840 Status: § 2a Stand der BDA-Liste: 2025-06-30 Name: Wohn- und Geschäftshaus, ehem. Stadtbibliothek GstNr.: .32                                                                                       |
| ja   | Datei hochladen | Wohn- und Geschäftshaus HERIS-ID: 50772 Objekt-ID: 56100                                               | Hoher Markt 13 Standort KG: Waidhofen an der Ybbs                | Ein dreigeschoßiger, giebelständiger Bau mit breitem Schopfwalmdach und historischer Profilleistenfassade sowie mächtigem gequaderten Renaissanceportal mit biedermeierlichen Portalflügeln. | BDA-Hist.: Q38042054 Status: Bescheid Stand der BDA-Liste: 2025-06-30 Name: Wohn- und Geschäftshaus GstNr.: .99/1 |
| ja   | Datei hochladen | Wohn- und Geschäftshaus HERIS-ID: 35229 Objekt-ID: 33895                                               | Hoher Markt 18 Standort KG: Waidhofen an der Ybbs                | Zweigeschoßiger, traufständiger Bau mit Kern aus dem 16. Jahrhundert (tonnengewölbter Flur im Erdgeschoß) und ausgebautem Satteldach. Die erneuerte Fassade zeigt noch ein barock verändertes Steingewändeportal mit einem spätgotischen korbbogigen Flurfenster und ein aus dem 19. Jahrhundert stammendes Rundmedaillon mit gemalter Madonna. | BDA-Hist.: Q37962266 Status: Bescheid Stand der BDA-Liste: 2025-06-30 Name: Wohn- und Geschäftshaus GstNr.: 29 Wohn- und Geschäftshaus Hoher Markt 18 Waidhofen an der Ybbs                                              |
| ja   | Datei hochladen | Wohnhaus, sog. Wenzlhaus HERIS-ID: 13405 Objekt-ID: 9584                                               | Hoher Markt 25 Standort KG: Waidhofen an der Ybbs                | Das zweigeschoßige, traufständige Haus mit ungegliederter Rieselputzfassade ist die ehemalige Unterkunft des Kapuzinerpatres. Im Obergeschoß befinden sich ein breiter Flur und Räume mit Tonnengewölben und teilweise unregelmäßigen Stichkappen; zwei Räume haben Holzbalkendecken, deren Durchzugsbäume mit 1644 bez. sind. Im Hof zwei korbbogige Pfeilerarkaden, breite Tonnengewölbe mit teilweise unregelmäßigen Stichkappen. Ansonsten ist das Gebäude stark verändert. | BDA-Hist.: Q38177467 Status: Bescheid Stand der BDA-Liste: 2025-06-30 Name: Wohnhaus, sog. Wenzlhaus GstNr.: 90 |
| ja   | Datei hochladen | Bürgerhaus HERIS-ID: 57334 Objekt-ID: 67282                                                            | Hörtlergasse 4 Standort KG: Waidhofen an der Ybbs                | Das profilierte Steingewändeportal des Hauses stammt aus der ersten Hälfte des 16. Jahrhunderts. Im niedrig gebauten Erdgeschoß befindet sich eine Balkendecke aus dem 16./17. Jahrhundert, den Seitenflur deckt eine Stichkappentonne. | BDA-Hist.: Q38075989 Status: Bescheid Stand der BDA-Liste: 2025-06-30 Name: Bürgerhaus GstNr.: .51/2 |
| ja   | Datei hochladen | Wohnhaus, Salesianerhaus HERIS-ID: 64365 Objekt-ID: 77077                                              | Kapuzinergasse 4 Standort KG: Waidhofen an der Ybbs              | Zweistöckiger, hakenförmiger Bau mit Walmdach aus dem 17. Jahrhundert, der an die Ostseite des Chors der Kapuzinerkirche angeschlossen ist. Im Erdgeschoß befindet sich eine Sakristei mit Tonnengewölbe, darüber ein Oratorium mit Flachdecke. Die Kirchenseite flankierend je eine Rechteckkapelle mit geschweiftem Walmdach (18. Jahrhundert). | BDA-Hist.: Q38106759 Status: § 2a Stand der BDA-Liste: 2025-06-30 Name: Wohnhaus, Salesianerhaus GstNr.: .313 Salesianerhaus Waidhofen an der Ybbs                                                                       |
| ja   | Datei hochladen | Mariensäule HERIS-ID: 64032 Objekt-ID: 76725                                                           | Oberer Stadtplatz Standort KG: Waidhofen an der Ybbs             | Durch ein abgestuftes Podest erhöht stehende, 1665 bez. und auf einer Marmorsäule angebrachte vergoldete Mondsichelmadonna. Am Sockel befinden sich Reliefs. | BDA-Hist.: Q38105090 Status: § 2a Stand der BDA-Liste: 2025-06-30 Name: Mariensäule GstNr.: 697/10 Mariensäule Waidhofen an der Ybbs                                                                                     |
| ja   | Datei hochladen | Bürgerhaus, Ehem. Mesnerhaus HERIS-ID: 64040 Objekt-ID: 76733                                          | Oberer Stadtplatz 1 Standort KG: Waidhofen an der Ybbs           | Im Kern aus dem 16. Jahrhundert stammender zweigeschoßiger, giebelständiger Bau mit schlichter Putzfaschenfassade aus dem 19. Jahrhundert und Schopfwalmdach. Das Steingewändeportal mit vergitterter Oberlichte ist mit 1844 bezeichnet. Im Inneren Tonnengewölbe und ein spätgotisches Schulterportal. | BDA-Hist.: Q38105141 Status: § 2a Stand der BDA-Liste: 2025-06-30 Name: Bürgerhaus, Ehem. Mesnerhaus GstNr.: .129 |
| ja   | Datei hochladen | Wohnhaus HERIS-ID: 64046 Objekt-ID: 76739                                                              | Oberer Stadtplatz 7-8 Standort KG: Waidhofen an der Ybbs         | Traufständiger Bau mit schlichter, erneuerter Profilgesimsfassade (Anfang 20. Jahrhundert), im Inneren Stichkappentonnen und Kreuzgratgewölbe aus dem 16./17. Jahrhundert. Das Haus wurde 1871 mit Nr. 8 zusammengelegt und 1882 umgebaut. | BDA-Hist.: Q38105150 Status: § 2a Stand der BDA-Liste: 2025-06-30 Name: Wohnhaus GstNr.: 8 |
| ja   | Datei hochladen | Wohnhaus HERIS-ID: 64047 Objekt-ID: 76740                                                              | Oberer Stadtplatz 7-8 Standort KG: Waidhofen an der Ybbs         | Die Fassade zeigt geschweifte neobarocke Fensterverdachungen und ist im Erdgeschoß genutet, der Portalerker mit Zeltdach hat eine geschweifte Oberlichte und ein barockes Steingewändeportal. Im Inneren befinden sich Stichkappentonnen und vermauerte spätgotische Pfeiler. Bei einem Umbau und der Zusammenlegung mit Nr. 7 wurde die Raumeinteilung verändert. | BDA-Hist.: Q38105169 Status: § 2a Stand der BDA-Liste: 2025-06-30 Name: Wohnhaus GstNr.: 8 |
| ja   | Datei hochladen | Bürgerhaus, Gasthaus HERIS-ID: 35230 Objekt-ID: 33896                                                  | Oberer Stadtplatz 10 Standort KG: Waidhofen an der Ybbs          | Ein vorgestelltes spätgotisches Giebelhaus mit über vier abgefasten Steinpfeilern und Kragsteinbögen vorstehendem Obergeschoß und Schopfwalmdach. Im Hof befinden sich zweigeschoßige Arkaden mit Kreuzgratuntergewölbe, Säulen mit Putzauflagen im Obergeschoß, darunter Pfeiler. Im Gebäudeinneren finden sich Stichkappentonnen und im Hintertrakt ein vierjochiger Einstützenraum. | BDA-Hist.: Q37962280 Status: Bescheid Stand der BDA-Liste: 2025-06-30 Name: Bürgerhaus, Gasthaus GstNr.: .120 |
| ja   | Datei hochladen | Bürgerhaus HERIS-ID: 10700 Objekt-ID: 6761                                                             | Oberer Stadtplatz 12 Standort KG: Waidhofen an der Ybbs          | Dreigeschoßiges, im Kern aus dem 15./16. Jahrhundert stammendes Haus mit hoher Blendgiebelfront. Die Fassade zieren Eckfaschen und frühhistoristischer, feines Laubwerk zeigender Palmettenfries (um 1855). Der überdachte Arkadenhof wird von schlanken, unregelmäßigen Polygonalpfeilern aus der 1. Dekade des 16. Jahrhunderts getragen. Im Obergeschoß befindet sich eine mit 1636 bezeichnete kassettierte Stichkappentonne mit Putzgraten und Stuckrosettendekor. | BDA-Hist.: Q38076850 Status: Bescheid Stand der BDA-Liste: 2025-06-30 Name: Bürgerhaus GstNr.: .118 |
| ja   | Datei hochladen | Wohn- und Geschäftshaus HERIS-ID: 44800 Objekt-ID: 45659                                               | Oberer Stadtplatz 14 Standort KG: Waidhofen an der Ybbs          | Das Haus ist zugleich Haus Hintergasse Nr. 28. Der spätgotische, dreigeschoßige Giebelbau mit schlichter neobarocker, 1994 restaurierter Profilleistenfassade besitzt einen Portalerker mit hohem Schopfwalmdach und im Giebel drei spätgotisch profilierte Steingewändefenster aus 1530. Im Hof befinden sich an zwei Seiten zweigeschoßige schlanke Pfeilerarkaden und kreuzuntergewölbte Arkadengänge. Das Treppenhaus wurde zwischen 1870 und 1880 eingebaut. Im platzseitigen Erd- wie auch im Obergeschoß werden Tonnengewölbe mit Stuckkassettierungen und Rosetten (um 1600) von quadratischen Mittelpfeilern getragen. Der Hintertrakt ist das Haus Hintergasse Nr. 28, dessen Seitenfront zur Türmergasse mit einem leicht vorkragenden Obergeschoß über einer Keilsteinbogenreihe erbaut wurde. Die dreigeschoßige Rückfront besitzt einen romantisierenden Fachwerkaufbau über drei Säulenarkaden sowie eine Aussichtsloggia aus den 1920er Jahren. | BDA-Hist.: Q38010857 Status: Bescheid Stand der BDA-Liste: 2025-06-30 Name: Wohn- und Geschäftshaus GstNr.: .116 |
| ja   | Datei hochladen | Ehem. Bürgerhaus HERIS-ID: 50774 Objekt-ID: 56102                                                      | Oberer Stadtplatz 15 Standort KG: Waidhofen an der Ybbs          | Das Volksheim stammt im Kern aus dem 16. Jahrhundert und wurde 1994 weitgehend verändert. Der zweigeschoßige, traufständig unter einem Schopfwalmdach stehende Bau schließt mit Schwibbögen an das Haus Nr. 14 an und zeigt auf seiner Front zur Türmergasse Steingewändefenster aus dem 16. Jahrhundert. | BDA-Hist.: Q38042064 Status: Bescheid Stand der BDA-Liste: 2025-06-30 Name: Ehem. Bürgerhaus GstNr.: .115 |
| ja   | Datei hochladen | Wohn- und Geschäftshaus HERIS-ID: 44801 Objekt-ID: 45661                                               | Oberer Stadtplatz 16 Standort KG: Waidhofen an der Ybbs          | Der eingeschoßige Bau steht giebelständig unter einem erneuerten Schopfwalmdach und besitzt Putzdekorauflagen auf der erneuerten Fassade. | BDA-Hist.: Q38010877 Status: Bescheid Stand der BDA-Liste: 2025-06-30 Name: Wohn- und Geschäftshaus GstNr.: .114 Wohn- und Geschäftshaus Oberer Stadtplatz 16 Waidhofen an der Ybbs                                      |
| ja   | Datei hochladen | Bürgerhaus HERIS-ID: 10694 Objekt-ID: 6755                                                             | Oberer Stadtplatz 20 Standort KG: Waidhofen an der Ybbs          | Das Haus zeigt eine leicht vorgezogene, traufständige Front mit geglätteter Fassade. Das Satteldach wurde Anfang des 20. Jahrhunderts ausgebaut. | BDA-Hist.: Q38076659 Status: Bescheid Stand der BDA-Liste: 2025-06-30 Name: Bürgerhaus GstNr.: .110/1 |
| ja   | Datei hochladen | Wohn- und Geschäftshaus HERIS-ID: 35231 Objekt-ID: 33897                                               | Oberer Stadtplatz 23 Standort KG: Waidhofen an der Ybbs          | Identadresse Ölberggasse 1 und Paul-Rebhuhn-Gasse 5. Der giebelständige, dreigeschoßige Bau mit erneuerter Rieselputzfassade unter breit ausgebautem Schopfwalmgiebel besitzt im Inneren einen flachtonnengewölbten Mittelflur, einen breiten, historischen Stiegenaufgang und ein spätgotisch abgefastetes Steinportal, welches in einen stichkappentonnengewölbten Raum führt. Im Arkadenhof finden sich flachbogige Pfeilerarkaden und ein Säulengang mit fein gearbeiteten Kapitellen, Zellen und Netzgratgewölben um die Mitte des 16. Jahrhunderts. Ein um 1900 erbauter, dreigeschoßiger Trakt mit historischem Holzloggiaverbau mit reichem Holzblendschnittdekor befindet sich im Garten. | BDA-Hist.: Q37962295 Status: Bescheid Stand der BDA-Liste: 2025-06-30 Name: Wohn- und Geschäftshaus GstNr.: 37 Wohn- und Geschäftshaus Oberer Stadtplatz 23 Waidhofen an der Ybbs                                        |
| ja   | Datei hochladen | Wohn- und Geschäftshaus HERIS-ID: 64061 Objekt-ID: 76756                                               | Oberer Stadtplatz 25 Standort KG: Waidhofen an der Ybbs          | An der Fassade des zweigeschoßigen Giebelhauses mit ausgebautem Mansardschopfwalmdach befinden sich Reste biedermeierlicher Lünettengliederung mit floralem Dekor. Das Erdgeschoß ist genutet und das rechteckige Steingewändeportal mit 1844 bezeichnet. Im Hof befinden sich drei Pfeilerarkaden. Das Innere bilden ein tonnengewölbter Flur mit spätgotischem Schulterportal und im Obergeschoß Kreuzgrat- und Tonnengewölbe aus dem 15./16. Jahrhundert und ein kleiner, tonnengewölbter Saal mit Stichkappen, Stuckkassettierung und Rosettendekor aus dem 17. Jahrhundert. | BDA-Hist.: Q38105197 Status: § 2a Stand der BDA-Liste: 2025-06-30 Name: Wohn- und Geschäftshaus GstNr.: .14/1 |
| ja   | Datei hochladen | Bürgerhaus HERIS-ID: 60071 Objekt-ID: 71928                                                            | Oberer Stadtplatz 26 Standort KG: Waidhofen an der Ybbs          | Ein ausgebautes Mansarddach bedeckt das zweigeschoßige Giebelhaus. Die schlichte Fassade mit Eckquaderung aus der ersten Hälfte des 19. Jahrhunderts wird ergänzt durch ein historisches Kastenportal (um 1900) und ein biedermeierliches Steingewändeportal. Barocke Putzdekorteile in einem stichkappentonnengewölbten Flur, biedermeierliche und historische Vermauerungen eines rundbogigen Ganggewölbes und zahlreiche Baudetails aus dem 14. bis 17. Jahrhundert machen den Bau zu einem Schmuckstück. | BDA-Hist.: Q38089972 Status: Bescheid Stand der BDA-Liste: 2025-06-30 Name: Bürgerhaus GstNr.: .13 |
| ja   | Datei hochladen | Stadtturm HERIS-ID: 59728 Objekt-ID: 71278                                                             | Oberer Stadtplatz 27 Standort KG: Waidhofen an der Ybbs          | Der 50 m hohe viergeschoßige, quadratische Wehrturm aus Quadermauerwerk ist das Wahrzeichen der Stadt. Ein mächtiger Zwiebelhelm mit Laternenaufsatz wird von vier Ecktürmchen flankiert. Am Turm befinden sich spätgotisch abgefaste Rechtecköffnungen und Zwillingsbogenfenster, im obersten Stockwerk an jeder Seite Uhrenzifferblätter. Im Inneren befindet sich eine Türmerstube, zudem sind Teile des Heimatmuseums hier untergebracht. Die drei unteren Geschoße wurden im 13. Jahrhundert erbaut, 1535–1542 wurde ein Stockwerk aufgesetzt; 1832 und 1976 wurde der Turm renoviert bzw. restauriert. | BDA-Hist.: Q38088460 Status: § 2a Stand der BDA-Liste: 2025-06-30 Name: Stadtturm GstNr.: .12 Stadtturm Waidhofen an der Ybbs                                                                                            |
| ja   | Datei hochladen | Rathaus HERIS-ID: 50780 Objekt-ID: 56111                                                               | Oberer Stadtplatz 28 Standort KG: Waidhofen an der Ybbs          | Das im Kern aus dem 16. und 17. Jahrhundert stammende Giebelhaus mit schlichter, 1949 angebrachter Rieselputzfassade beherbergte einst den Gasthof Zum roten Krebs und wird seit 1922 als Rathaus genutzt. Bei einem Umbau 1940 wurde der Arkadenhof vermauert. Innen finden sich Räume mit Stichkappentonnen- und Kreuzgratgewölben, barocke Stuckkassettierungen aus dem 17. Jahrhundert und Rüstbalken aus dem ersten Viertel des 16. und 17. Jahrhunderts. 1994 wurde das Innere von Ernst Beneder zum Offenen Rathaus umgebaut; dabei wurden spätmittelalterlich/frühneuzeitliche Baudetails entdeckt. Zudem wurden Wandmalereien freigelegt, die eine reformationszeitliche Szene samt einer Stadtansicht von Waidhofen aus der 2. Hälfte des 16. Jahrhunderts zeigen. | BDA-Hist.: Q38042093 Status: Bescheid Stand der BDA-Liste: 2025-06-30 Name: Rathaus GstNr.: .11 |
| ja   | Datei hochladen | Heimatmuseum HERIS-ID: 56487 Objekt-ID: 65956                                                          | Oberer Stadtplatz 32 Standort KG: Waidhofen an der Ybbs          | Der dreigeschoßige historische Bau, der ein stark erhöhtes, ausgebautes Satteldach trägt, war vormals eine Schule und beherbergt seit 1911 das Heimatmuseum. Die Fassadengestaltung mit historischem Holzportal, im Ober- und Erdgeschoß Sockelrhythmisierung durch flachpfeilerartige Ausleger, Bossenquaderung und reichem historischem Dekor stammt aus der Mitte des 19. Jahrhunderts. Das Innere wurde 1997/98 von Ernst Beneder umgebaut. Zu den Ausstellungsstücken zählen Objekte zur Stadtgeschichte, eine Gemäldesammlung mit Bildern von Ferdinand Andri, Ludwig Halauska und Sergius Pauser, eine Dokumentation der lokalen Eisenverarbeitung mit einer Kleinschmiede vom Beginn des 19. Jahrhunderts und eine Spielzeugsammlung. | BDA-Hist.: Q38072771 Status: § 2a Stand der BDA-Liste: 2025-06-30 Name: Heimatmuseum GstNr.: .7 |
| ja   | Datei hochladen | Ehem. Benefiziatenhaus HERIS-ID: 64067 Objekt-ID: 76762                                                | Oberer Stadtplatz 34 Standort KG: Waidhofen an der Ybbs          | Das zweigeschoßige, traufständig stehende Haus besitzt einen Kern aus dem 16. Jahrhundert, die Fassade wurde im 19. Jahrhundert verändert und zeigt Flacherker über einem flachbogigen profilierten Portal, das Erdgeschoß wird rhythmisiert durch eine versenkte Pfeilerarkadenfolge. Die dreiachsige Gartenfront prägen ein geschweifter Knickgiebel und eine durch Pilasterdreiergruppen gegliederte Rieselputzfassade mit Palmetten- und Rocaillenaufblendungen. Ein durchgängiger, flachgedeckter Flur führt zu Erdgeschoßräumen mit Tonnengewölben und Preußischen Kappen. | BDA-Hist.: Q38105216 Status: § 2a Stand der BDA-Liste: 2025-06-30 Name: Ehem. Benefiziatenhaus GstNr.: .4 |
| ja   | Datei hochladen | Ehem. Propstei HERIS-ID: 64068 Objekt-ID: 76763                                                        | Oberer Stadtplatz 35 Standort KG: Waidhofen an der Ybbs          | Das 1722 und 1760 erbaute zweigeschoßige Haus steht unter einem flachen Walmdach und besitzt einen dreigeschoßigen Seitentrakt. Zum Stadtplatz hin zeigt es eine 1964 in spätbarocken Formen wiederhergestellte Rieselputzfassade mit im Obergeschoß befindlichen Kolossalpilastern und breiter Sockelbänderung. Die Erdgeschoßräume haben Platzlgewölbe mit Stichkappentonnen, die repräsentativen Säle im Obergeschoß tragen teilweise stuckierte Decken aus dem 1. Viertel des 18. Jahrhunderts. Zur Pfarrkirche hin steht eine vierteilige, spätbarocke Gartenmauer, zum Unteren Stadtplatz führt ein steil abfallender Durchgang (Pfarrgasse), wo sich an einem abgemauerten spätgotischen Portalgewände eine Wappengrabplatte mit Rollwerkdekor aus 1598 von Christoph Murhamer befindet. | BDA-Hist.: Q38105226 Status: § 2a Stand der BDA-Liste: 2025-06-30 Name: Ehem. Propstei GstNr.: .3 |
| ja   | Datei hochladen | Sog. Lutherturm, ehem. Johannes-Kapelle HERIS-ID: 64016 Objekt-ID: 76708                               | bei Oberer Stadtplatz 35 Standort KG: Waidhofen an der Ybbs      | Eigentlich Anna-Kapelle, da urkundlich 1501 erstmals als Anna-Benefizium erwähnt; jedoch unklare Geschichte. Aus der Linie der Stadtmauer nach außen heraustretender zweigeschoßiger, großteils unverputzter Turm mit Spitzbogenfenstern. | BDA-Hist.: Q38105026 Status: § 2a Stand der BDA-Liste: 2025-06-30 Name: Sog. Lutherturm, ehem. Johannes-Kapelle GstNr.: .2/2 Lutherturm Waidhofen an der Ybbs                                                            |
| ja   | Datei hochladen | Kath. Pfarrkirche hll. Maria Magdalena und Lambert und ehem. Friedhof HERIS-ID: 64015 Objekt-ID: 76707 | Oberer Stadtplatz 35 Standort KG: Waidhofen an der Ybbs          | Spätgotische, dreischiffige Hallenkirche; Zugang durch das ehemalige (bis 1542) Friedhofstor mit mächtiger Tormauer und Rundbogenportal mit klassizistischem Schmiedeeisengitter. Erste urkundliche Erwähnung 1186, Neubau 1470–1510 unter Einschluss von Teilen der alten Stadtbefestigung, d.s. der Turm und die zweigeschoßige Westfront. U.a. zieren die Kirche gestaffelte Strebepfeiler, Maßwerkfenster und Spitzbogenfenster, ein mächtiges Schulterportal mit gestäbter, vierfach abgestufter Rechteckrahmung sowie schweren, hölzernen Türflügeln (um 1500), ein rezenter Vorbau mit spätgotischem Portal sowie ein zweigeschoßiger, spätgotischer Sakristeianbau. Im Inneren eine dreischiffige Halle mit bemerkenswertem nischenartigen Chorpolygon, Barockorgel und barockem Flügelaltar (1500). 1662 Anbau der hochbarocken Marienkapelle; diese ist durch ein Rundbogenportal aus dem Seitenschiff der Kirche zugänglich und trägt an Wänden und der Kuppel reiche Wandmalereien. Der im Kern romanische Turm der Kirche (SW-Ecke) wurde 1689 um das Glockengeschoß auf 8 Stockwerke erhöht und ist mit einem barocken, vierwangigen Kugelzwiebeldach bedeckt. | BDA-Hist.: Q38105015 Status: § 2a Stand der BDA-Liste: 2025-06-30 Name: Kath. Pfarrkirche hll. Maria Magdalena und Lambert und Friedhof GstNr.: .2/1 Pfarrkirche hll. Maria Magdalena und Lambert, Waidhofen an der Ybbs |
| ja   | Datei hochladen | Wohnhaus, ehem. Nachrichterhaus HERIS-ID: 13406 Objekt-ID: 9585                                        | Ölberggasse 6 Standort KG: Waidhofen an der Ybbs                 | Zugleich Paul Rebhuhn-Gasse 3. Das zweigeschoßige, im Kern aus dem 15./16. Jahrhundert stammende Haus mit Speichergeschoß besitzt einen Schwibbogen zur Paul Rebhuhn-Gasse. Die Profilleistenfassade entstammt dem Beginn des 20. Jahrhunderts, ein spätgotisches Schulterportal umrahmt ein biedermeierliches Türblatt und eine verglaste, vergitterte Oberlichte. Der Flur ist durchgängig tonnengewölbt und erschloss einst die Gefängniszellen, im Obergeschoß befinden sich Kreuzgratgewölbe. | BDA-Hist.: Q38177483 Status: Bescheid Stand der BDA-Liste: 2025-06-30 Name: Wohnhaus, ehem. Nachrichterhaus GstNr.: .20                                                                                                  |
| ja   | Datei hochladen | Wohn- und Geschäftshaus HERIS-ID: 57332 Objekt-ID: 67280                                               | Paul Rebhuhn-Gasse 2 Standort KG: Waidhofen an der Ybbs          | Das dreigeschoßige Haus mit Schopfwalmdach steht markant an der Ecke zum Freisinger Berg hin. Die Fassade mit Silhouettenpilastern und Sockelbänderung ist an der Nordseite mit 1572 bezeichnet, weiters prägen eine unregelmäßige Achsenverteilung mit Steingewändefenstern, ein mit 1426 bezeichnetes Steingewändeportal sowie ein ovales Bildfeld mit einem Bild des heiligen Korbinian (730 Bischof von Freising) die Außenansicht. Im Inneren befindet sich ein kreuzgratgewölbter Flur über Steinpfeilern. Holzbalkendecken befinden sich in beiden Stockwerken, im Erdgeschoß mit Rosettendekor und mit 1571, im Obergeschoß mit 1574 bezeichnet. | BDA-Hist.: Q38075976 Status: Bescheid Stand der BDA-Liste: 2025-06-30 Name: Wohn- und Geschäftshaus GstNr.: .22 Wohn- und Geschäftshaus Paul Rebhuhn-Gasse 2 Waidhofen an der Ybbs                                       |
| ja   | Datei hochladen | Kindergarten HERIS-ID: 64371 Objekt-ID: 77083                                                          | Pocksteinerstraße 33 Standort KG: Waidhofen an der Ybbs          | Der mächtige dreigeschoßige Bau mit hakenförmigem Grundriss wurde 1908 von M. Bukoviesen als Kur- und Wasserheilanstalt gebaut und war bis 1943 ein Sanatorium. Ein Umbau erfolgte noch im Jahr der Schließung durch A. Schreiy. Seit 1979 wird der Bau als Niederösterreichischer Landeskindergarten genutzt. | BDA-Hist.: Q38106795 Status: § 2a Stand der BDA-Liste: 2025-06-30 Name: Kindergarten GstNr.: 258/2 Kindergarten Pocksteinerstraße 33 Waidhofen an der Ybbs                                                               |
| ja   | Datei hochladen | Aufnahmsgebäude Waidhofen an der Ybbs Lokalbahn HERIS-ID: 59121 Objekt-ID: 70107                       | Pocksteinerstraße 36 Standort KG: Waidhofen an der Ybbs          | Das Aufnahmsgebäude der Ybbstalbahn wurde 1896 erbaut und 1980/84 restauriert. Der hakenförmige Bau unter einem Satteldach weist Fachwerkelemente auf und wurde im 20. Jahrhundert aufgestockt. | BDA-Hist.: Q38086004 Status: Bescheid Stand der BDA-Liste: 2025-06-30 Name: Aufnahmsgebäude Waidhofen an der Ybbs GstNr.: 728/1 Aufnahmsgebäude Bahnhof Waidhofen an der Ybbs Lokalbahn                                  |
| ja   | Datei hochladen | Hammerherrenhaus HERIS-ID: 35232 Objekt-ID: 33898                                                      | Redtenbachstraße 1 Standort KG: Waidhofen an der Ybbs            | Das stattliche, spätbarocke Herrenhaus unter einem hohen, geschweiften Walmdach ist ein kubischer Bau, dessen Kern aus dem 17. Jahrhundert stammt. Die 1993 restaurierte Fassade zeigt eine geschuppte Lisenengliederung mit Quastenkapitälchen, der durchgängige Flur trägt ein Stichkappentonnengewölbe. Das eingeschoßige Nebengebäude wurde um 1800 erbaut. | BDA-Hist.: Q37962311 Status: Bescheid Stand der BDA-Liste: 2025-06-30 Name: Hammerherrenhaus GstNr.: .423/1 Hammerherrenhaus Waidhofen an der Ybbs                                                                       |
| ja   | Datei hochladen | Bildstock HERIS-ID: 65178 Objekt-ID: 77996                                                             | bei Redtenbachstraße 24 Standort KG: Waidhofen an der Ybbs       | Der spätgotische Tabernakel-Bildstock wurde um 1500 errichtet. Er besteht aus einer viereckigen Basis, die in einen achteckigen Schaft übergeht; darauf ruht ein viereckiges Gehäuse, in dem sich ein auf Blech gemaltes Bild der Heiligsten Dreifaltigkeit vom Sonntagberg befindet. | BDA-Hist.: Q38109485 Status: § 2a Stand der BDA-Liste: 2025-06-30 Name: Bildstock GstNr.: 609/1 Bildstock Redtenbachstraße Waidhofen an der Ybbs                                                                         |
| ja   | Datei hochladen | Jubiläumsbrunnen HERIS-ID: 64025 Objekt-ID: 76718                                                      | Standort KG: Waidhofen an der Ybbs                               | Einfaches Bruchsteinbecken mit Dreiecksgiebel, bezeichnet mit 1869 bis 1929. | BDA-Hist.: Q38105066 Status: § 2a Stand der BDA-Liste: 2025-06-30 Name: Jubiläumsbrunnen GstNr.: 306/1 Jubiläumsbrunnen Höhenweg Waidhofen an der Ybbs                                                                   |
| ja   | Datei hochladen | Plenkerbrunnen HERIS-ID: 66618 Objekt-ID: 79523                                                        | Schillerpark Standort KG: Waidhofen an der Ybbs                  | Eine in secessionistischen Formen ausgeführte, dreischalige Brunnenanlage auf einem Steinsockel mit Bronzemedaillon Friedrich Schillers. | BDA-Hist.: Q38113898 Status: § 2a Stand der BDA-Liste: 2025-06-30 Name: Plenkerbrunnen GstNr.: 300 Plenkerbrunnen Waidhofen an der Ybbs                                                                                  |
| ja   | Datei hochladen | Kriegerdenkmal HERIS-ID: 64116 Objekt-ID: 76817                                                        | Schillerplatz 2, bei Standort KG: Waidhofen an der Ybbs          | Das aus 1922 stammende Denkmal für die im 1. Weltkrieg gefallenen Lehrer befindet sich vor dem Realgymnasium und ist ein zugespitzter monumentaler Rundpfeiler mit Inschrift. Das Hochrelief zeigt einen Athleten in antikisierender Form. | BDA-Hist.: Q38105435 Status: Bescheid Stand der BDA-Liste: 2025-06-30 Name: Kriegerdenkmal GstNr.: 697/35 Kriegerdenkmal Waidhofen an der Ybbs                                                                           |
| ja   | Datei hochladen | Wetterhäuschen HERIS-ID: 64039 Objekt-ID: 76732                                                        | Schlossweg Standort KG: Waidhofen an der Ybbs                    | Das aus der Zeit um 1900 stammende historistische Wetterhäuschen mit Zwiebelhelm hat eine filigrane schmiedeeiserne Rankenhaube. | BDA-Hist.: Q38105130 Status: § 2a Stand der BDA-Liste: 2025-06-30 Name: Wetterhäuschen GstNr.: 1 Wetterhäuschen Waidhofen an der Ybbs                                                                                    |
| ja   | Datei hochladen | Fußgängerbrücke HERIS-ID: 59956 Objekt-ID: 71663                                                       | bei Schlossweg 1 Standort KG: Waidhofen an der Ybbs              | | BDA-Hist.: Q38089333 Status: § 2a Stand der BDA-Liste: 2025-06-30 Name: Fußgängerbrücke GstNr.: 1, 625/5 Fußgängerbrücke Schlossweg Waidhofen an der Ybbs                                                                |
| ja   | Datei hochladen | Bundesfachschule für Forstwirtschaft – Rothschildschloss HERIS-ID: 27062 Objekt-ID: 23575              | Schlossweg 2 Standort KG: Waidhofen an der Ybbs                  | Das Rothschildschloss hat einen Baukern aus dem 13. Jahrhundert. Unter Albert von Rothschild wurde es im 19. Jahrhundert in neugotischem Stil umgebaut. | BDA-Hist.: Q1618999 Status: Bescheid Stand der BDA-Liste: 2025-06-30 Name: Bundesfachschule für Forstwirtschaft – Rothschildschloss GstNr.: 697/12, 739, 1, 625/5 Rothschildschloss Waidhofen                            |
| ja   | Datei hochladen | Wohnhaus, ehem. Gewerbehaus HERIS-ID: 57004 Objekt-ID: 66687                                           | Unter der Leithen 4 Standort KG: Waidhofen an der Ybbs           | Das zweigeschoßige, traufständige Haus ist eine ehemalige Messerschmiede und stammt im Kern aus dem 16. Jahrhundert, spätbarocke Umbauten wurden 1798 durchgeführt. Das mächtige Dach stammt aus dem 19. Jahrhundert. Die Fassade mit Kordongesims und biedermeierlich schmiedeeisernen Fensterkörben zeigt ein freigelegtes Steingewändeportal aus dem 16. Jahrhundert mit biedermeierlichem Türblatt. Der tonnengewölbte Flur führt in Nebenräume mit Resten von Kreuzgratgewölben, im Obergeschoß finden sich Stichkappentonnengewölbe mit teilweise stark angeputzten Graten. | BDA-Hist.: Q38074440 Status: Bescheid Stand der BDA-Liste: 2025-06-30 Name: Wohnhaus, ehem. Gewerbehaus GstNr.: 107/3 |
| ja   | Datei hochladen | Wohnhaus, ehem. Gewerbehaus HERIS-ID: 57005 Objekt-ID: 66688                                           | Unter der Leithen 6 Standort KG: Waidhofen an der Ybbs           | Das Giebelhaus hat eine Rieselputzfassade mit Eckfaschen und einem Biedermeierportal. Der Flur im Erdgeschoß ist halbtonnengewölbt, im Obergeschoß tonnengewölbt mit zwei spätgotischen Steingewändefenstern zur Seitenfront. Über dem Felsenkeller befinden sich tonnengewölbte Nebenräume. | BDA-Hist.: Q38074450 Status: Bescheid Stand der BDA-Liste: 2025-06-30 Name: Wohnhaus, ehem. Gewerbehaus GstNr.: .165 |
| ja   | Datei hochladen | Wohnhaus, ehem. Gewerbehaus HERIS-ID: 57006 Objekt-ID: 66689                                           | Unter der Leithen 7 Standort KG: Waidhofen an der Ybbs           | Das bachseitig an Nr. 9 angeschlossene Kleingewerbehaus ist eingeschoßig, steht unter einem Satteldach und weist im Inneren Stichkappentonnen auf. | BDA-Hist.: Q38074460 Status: Bescheid Stand der BDA-Liste: 2025-06-30 Name: Wohnhaus, ehem. Gewerbehaus GstNr.: .173 Wohnhaus Unter der Leithen 7 Waidhofen an der Ybbs                                                  |
| ja   | Datei hochladen | Wohnhaus, ehem. Kleinschmiede HERIS-ID: 57008 Objekt-ID: 66691                                         | Unter der Leithen 9 Standort KG: Waidhofen an der Ybbs           | Das schmale, unter einem Schopfwalmdach stehende, eingeschoßige Kleingewerbehaus besitzt ein spätgotisch abgefastes Steingewändeportal mit biedermeierlichem Türblatt. Der gewölbte Keller ist eine ehemalige Kleinschmiede, in der sich eine Esse aus dem 16./17. Jahrhundert befindet. | BDA-Hist.: Q38074470 Status: Bescheid Stand der BDA-Liste: 2025-06-30 Name: Wohnhaus, ehem. Kleinschmiede GstNr.: .174                                                                                                   |
| ja   | Datei hochladen | Wohnhaus, ehem. Gewerbehaus HERIS-ID: 57002 Objekt-ID: 66685                                           | Unter der Leithen 10 Standort KG: Waidhofen an der Ybbs          | Das traufständig stehende Haus stammt im Kern aus dem 16. Jahrhundert. Die leicht gekrümmte Fassade besitzt ein schulterbogiges spätgotisches Portal, im Flur befindet sich eine von Wandpfeilern getragene Stichkappentonne. | BDA-Hist.: Q38074425 Status: Bescheid Stand der BDA-Liste: 2025-06-30 Name: Wohnhaus, ehem. Gewerbehaus GstNr.: .171 |
| ja   | Datei hochladen | Ehem. Gewerbehaus HERIS-ID: 57000 Objekt-ID: 66683                                                     | Unter der Leithen 11 Standort KG: Waidhofen an der Ybbs          | Das im Kern aus dem 16. Jahrhundert stammende eingeschoßige Kleingewerbehaus weist ybbsseitig ein von geböschten Strebepfeilern gestütztes Kellergeschoß auf. Das Kellergeschoß ist tonnengewölbt, die anderen Räume tragen Stichkappentonnen und eine Holzbalkendecke mit Kerbschnittrosetten aus dem 17. Jahrhundert. | BDA-Hist.: Q38074408 Status: Bescheid Stand der BDA-Liste: 2025-06-30 Name: Ehem. Gewerbehaus GstNr.: .175 Ehem. Gewerbehaus Unter der Leithen 11 Waidhofen an der Ybbs                                                  |
| ja   | Datei hochladen | Fassbinderei HERIS-ID: 57001 Objekt-ID: 66684                                                          | Unter der Leithen 13 Standort KG: Waidhofen an der Ybbs          | Das zweigeschoßige, im Kern aus dem 16. Jahrhundert stammende Gebäude mit hakenförmigem Grundriss befindet sich zwischen Konglomeratfelsen und der Ybbstalböschung unter der Hochbrücke und ist mit einem hohen Walmdach gedeckt. Im Keller befinden sich Tonnengewölbe mit Schalungsabdrücken. Aus der Mitte des 19. Jahrhunderts stammen die Rieselputzfassade mit Eckquaderung und ein angegliederter Neubau. | BDA-Hist.: Q38074420 Status: Bescheid Stand der BDA-Liste: 2025-06-30 Name: Fassbinderei GstNr.: .178/2 Fassbinderei Waidhofen an der Ybbs                                                                               |
| ja   | Datei hochladen | Wohnhaus, ehem. Gewerbehaus HERIS-ID: 57003 Objekt-ID: 66686                                           | Unter der Leithen 14 Standort KG: Waidhofen an der Ybbs          | Das an der Schmiedstiege Nr. 1 gelegene spätbarocke, aufgestockte Mittelflurhaus stammt aus dem 16. Jahrhundert und trägt ein Satteldach. Die geglättete Fassade zeigt eine geritzte Faschenbemalung sowie ein mit 1798 bezeichnetes Steingewändeportal. Im Inneren befindet sich eine Kerbschnittbalkendecke mit der Bezeichnung 1638. | BDA-Hist.: Q38074432 Status: Bescheid Stand der BDA-Liste: 2025-06-30 Name: Wohnhaus, ehem. Gewerbehaus GstNr.: .172/1 Wohnhaus Unter der Leithen 14 Waidhofen an der Ybbs                                               |
| ja   | Datei hochladen | Wohnhaus, ehem. Zinnschmiede HERIS-ID: 35244 Objekt-ID: 33913                                          | Unter der Leithen 16 Standort KG: Waidhofen an der Ybbs          | Die ehemalige Zinnschmiede stammt im Kern aus dem 17. Jahrhundert, ist zweigeschoßig und mit einem hohen Sockel direkt in den Fels gebaut. Ein Stiegenaufgang führt zu einem biedermeierlichen Steingewändeportal. Im Inneren befinden sich ein tonnengewölbter Flur und eine ebensolche Küche, ein abgefastes rundbogiges Kellerportal führt in den Felsenkeller. Eine Holzbalkendecke ist mit 1635 bezeichnet. | BDA-Hist.: Q37962499 Status: Bescheid Stand der BDA-Liste: 2025-06-30 Name: Wohnhaus, ehem. Zinnschmiede GstNr.: .176 Wohnhaus, ehem. Zinnschmiede Waidhofen an der Ybbs                                                 |
| ja   | Datei hochladen | Steinernes Renaissanceportal HERIS-ID: 46305 Objekt-ID: 48124                                          | Unterer Stadtplatz 2 Standort KG: Waidhofen an der Ybbs          | Das zweigeschoßige Haus, an dem sich das Portal befindet, ist Teil einer Gruppe von traufständigen historischen Bürgerhäusern. Das rundbogige Renaissanceportal mit Diamantquaderung, Blattdekor und Spruchbandbalken ist mit 1628 bezeichnet und wurde 1973 bei der Erneuerung der Rieselputzfassade als Spolie angebracht. Am Spruchbandbalken befindet sich die Inschrift GOD PEHIET·DEN·EIN GANG VNND·AVSS GANG – Gott behüte den Eingang und Ausgang. | BDA-Hist.: Q38020512 Status: Bescheid Stand der BDA-Liste: 2025-06-30 Name: Steinernes Renaissanceportal GstNr.: 50 |
| ja   | Datei hochladen | Ehem. Gasthaus Zum Goldenen Stern HERIS-ID: 11103 Objekt-ID: 7175                                      | Unterer Stadtplatz 7 Standort KG: Waidhofen an der Ybbs          | Das im Kern aus dem 15./16. Jahrhundert stammende, giebelständig unter einem Schopfwalmdach stehende Haus mit erneuerter Rieselputzfassade besitzt einen historischen schmiedeeisernen Ausleger. Im leicht versetzten Mittelflur befindet sich ein flach korbbogiges Tonnengewölbe, im Keller Tonnengewölbe und Spitzbogengewände aus der zweiten Hälfte des 15. Jahrhunderts. | BDA-Hist.: Q38089621 Status: Bescheid Stand der BDA-Liste: 2025-06-30 Name: Ehem. Gasthaus Zum Goldenen Stern GstNr.: .55/2 Ehem. Gasthaus Zum Goldenen Stern Waidhofen an der Ybbs                                      |
| ja   | Datei hochladen | Bürgerhaus, Kößlerisches Haus HERIS-ID: 11102 Objekt-ID: 7174                                          | Unterer Stadtplatz 8 Standort KG: Waidhofen an der Ybbs          | Das dreigeschoßige Eckhaus zum Freisingerberg mit steilem Schopfwalmdach und erneuerter Rieselputzfassade aus der Mitte des 19. Jahrhunderts stammt im Kern aus dem 15./16. Jahrhundert. Kolossalpilaster mit floralen Kapitellen, ein korbbogiges Portal und ein an der Seitenfront eingemauertes, mit 1618 bezeichnetes Steinfragment prägen die Straßenansicht, im überdachten Arkadenhof finden sich Pfeiler mit Quertonnen aus der 2. Hälfte des 16. Jahrhunderts. Im Inneren befinden sich ein hoher stichkappentonnengewölbter Flur, der Keller und das Erdgeschoß sind stichkappentonnen- und kreuzgratgewölbt, im Obergeschoß Stichkappentonnen und eine mit 1666 bezeichnete Kerbschnitt-Holzbalkendecke. Der Geschäftseinbau stammt aus den 1930/40er Jahren. | BDA-Hist.: Q38089563 Status: Bescheid Stand der BDA-Liste: 2025-06-30 Name: Bürgerhaus, Kößlerisches Haus GstNr.: .54 |
| ja   | Datei hochladen | Brunnen HERIS-ID: 64100 Objekt-ID: 76801                                                               | vor Unterer Stadtplatz 9 Standort KG: Waidhofen an der Ybbs      | Der Stadtbrunnen hat ein polygonales Becken und wurde 1955 angefertigt. Auf einem Pfeiler befindet sich eine Knabenskulptur aus Bronze. | BDA-Hist.: Q38105327 Status: § 2a Stand der BDA-Liste: 2025-06-30 Name: Brunnen GstNr.: 697/8 Stadt- bzw. Forellenbrunnen Waidhofen an der Ybbs                                                                          |
| ja   | Datei hochladen | Bürgerhaus mit Steingewände und Torflügel HERIS-ID: 10699 Objekt-ID: 6760                              | Unterer Stadtplatz 10 Standort KG: Waidhofen an der Ybbs         | Ein hakenförmiger, dreigeschoßiger, unter flachem Walmdach stehender Bau, der im Kern aus dem 14./15. Jahrhundert stammt; eine ehemalige Bezeichnung lautete 1419. Schlichter Parapetdekor aus der Mitte des 19. Jahrhunderts befindet sich auf der Profilgesimsfassade, dazu ein rundbogiges, aus Steinquadern in einen Rechteckrahmen gearbeitetes Renaissanceportal vom Anfang des 17. Jahrhunderts. Im Erdgeschoß befindet sich ein schmales Tonnengewölbe mit Stuckkassettierung und Rosetten aus dem 17. Jahrhundert. Im engen, leicht geknickten Flur mit Tonnengewölbe befinden sich seitlich Sitznischen. Neben weiteren spätgotischen Baudetails befinden sich im Hof drei verglaste rundbogige Säulenarkaden, in den Gängen Kreuzgratgewölbe aus der 2. Hälfte des 16. Jahrhunderts. | BDA-Hist.: Q38076837 Status: Bescheid Stand der BDA-Liste: 2025-06-30 Name: Bürgerhaus mit Steingewände und Torflügel GstNr.: .51/1 Bürgerhaus Unterer Stadtplatz 10 Waidhofen an der Ybbs                               |
| ja   | Datei hochladen | Bürgerhaus HERIS-ID: 10695 Objekt-ID: 6756                                                             | Unterer Stadtplatz 11 Standort KG: Waidhofen an der Ybbs         | Das hohe, dreigeschoßige Haus besitzt unter dem flachen Walmdach ein Speicherhalbgeschoß. Hinter der Rieselputzfassade mit Profilgesimsaufblendungen vom Ende des 19. Jahrhunderts verbirgt sich ein spätmittelalterlicher Kern mit Stichkappentonnen im Erdgeschoß. | BDA-Hist.: Q38076710 Status: Bescheid Stand der BDA-Liste: 2025-06-30 Name: Bürgerhaus GstNr.: .50 Bürgerhaus Unterer Stadtplatz 11 Waidhofen an der Ybbs                                                                |
| ja   | Datei hochladen | Wohn- und Geschäftshaus HERIS-ID: 56995 Objekt-ID: 66676                                               | Unterer Stadtplatz 12 Standort KG: Waidhofen an der Ybbs         | Nr. 12 bis 16 bilden eine Gruppe aus leicht vorgestellten Giebelhäusern mit Schopfwalmdächern und dreiteiligen Speicherfenstern. Die dreigeschoßige Nr. 12 stammt im Kern aus dem 15. Jahrhundert und trägt eine Rieselputzfassade mit seitlichem Spionfenster. Eine biedermeierliche Holztüre befindet sich in einem Steingewändeportal mit Oberlichte, das mit 1837 bezeichnet ist, im Erdgeschoß flaches Tonnengewölbe, ein enger, leicht ansteigender, tonnengewölbter Flur mit weit herabgezogenen Stichkappen, und eine zweischiffige Pfeilerhalle, im Obergeschoß Rautenputznetzgewölbe und Stichkappentonnen. Den Hof ziert ein vierjochiger, spitzbogiger Arkadengang in zwei Geschoßen aus der 1. Hälfte des 16. Jahrhunderts. | BDA-Hist.: Q38074350 Status: Bescheid Stand der BDA-Liste: 2025-06-30 Name: Wohn- und Geschäftshaus GstNr.: .49/2 Wohnhaus Unterer Stadtplatz 12 Waidhofen an der Ybbs                                                   |
| ja   | Datei hochladen | Bürgerhaus HERIS-ID: 10696 Objekt-ID: 6757                                                             | Unterer Stadtplatz 13 Standort KG: Waidhofen an der Ybbs         | Nr. 12 bis 16 bilden eine Gruppe aus leicht vorgestellten Giebelhäusern mit Schopfwalmdächern und dreiteiligen Speicherfenstern. Nr. 13 stammt im Kern aus dem 15./16. Jahrhundert und trägt eine schlichte, geglättete Putzfaschenfassade. Im Flur und den Erdgeschoßräumen befinden sich Tonnengewölbe. Eine Rundbogenöffnung wurde zum Geschäftsportal umgebaut. | BDA-Hist.: Q38076738 Status: Bescheid Stand der BDA-Liste: 2025-06-30 Name: Bürgerhaus GstNr.: .48 |
| ja   | Datei hochladen | Wohn- und Geschäftshaus HERIS-ID: 35234 Objekt-ID: 33903                                               | Unterer Stadtplatz 14 Standort KG: Waidhofen an der Ybbs         | Nr. 12 bis 16 bilden eine Gruppe aus leicht vorgestellten Giebelhäusern mit Schopfwalmdächern und dreiteiligen Speicherfenstern. Nr. 14–15 ist ein spätgotisches Doppelhaus mit vorkragendem Obergeschoß über einer Keilsteinbogenreihe. Über dem tonnengewölbten Mittelflur befindet sich ein Flacherker. Die Erdgeschoße tragen teilweise Stichkappentonnen. Das Haus beherbergt zwei Arkadenhöfe, von denen der kleinere Pfeilerarkaden mit quadratischen Kreuzgratgewölben besitzt, der größere Pfeilerarkaden mit Waffelmuster. Ein Speicherabschluss mit drei spätgotisch profilierten Fenstern befindet sich unter dem linken Dach. Nr. 15 hat zudem eine reiche, spätbarocke Fassade. | BDA-Hist.: Q37962355 Status: Bescheid Stand der BDA-Liste: 2025-06-30 Name: Wohn- und Geschäftshaus GstNr.: .46, .47 |
| ja   | Datei hochladen | Wohn- und Geschäftshaus HERIS-ID: 56996 Objekt-ID: 66678                                               | Unterer Stadtplatz 16 Standort KG: Waidhofen an der Ybbs         | Nr. 12 bis 16 bilden eine Gruppe aus leicht vorgestellten Giebelhäusern mit Schopfwalmdächern und dreiteiligen Speicherfenstern. Das dreigeschoßige Haus Nr. 16 mit erneuerter Rieselputzfassade und Lisenengliederung stammt im Kern aus der 1. Hälfte des 16. Jahrhunderts. Im Keller befinden sich Tonnengewölbe, im Erdgeschoß Stichkappentonnen, und im ersten Obergeschoß Pfeilerarkaden aus der 1. Hälfte des 16. Jahrhunderts, im zweiten Obergeschoß ist ein Rüstbaum mit 1668 bezeichnet. | BDA-Hist.: Q38074362 Status: Bescheid Stand der BDA-Liste: 2025-06-30 Name: Wohn- und Geschäftshaus GstNr.: .45 |
| ja   | Datei hochladen | Wohn- und Geschäftshaus HERIS-ID: 35235 Objekt-ID: 33904                                               | Unterer Stadtplatz 21 Standort KG: Waidhofen an der Ybbs         | Das Giebelhaus mit Schopfwalmdach hat eine aus ca. 1850 stammende Fassade ist mit neogotischen Elementen, seitlich befindet sich ein spätgotisches Schulterportal. | BDA-Hist.: Q37962371 Status: Bescheid Stand der BDA-Liste: 2025-06-30 Name: Wohn- und Geschäftshaus GstNr.: .40 |
| ja   | Datei hochladen | Ehem. Rathaus HERIS-ID: 46884 Objekt-ID: 49182                                                         | Unterer Stadtplatz 22 Standort KG: Waidhofen an der Ybbs         | Das ehemalige Rathaus, zugleich auch Hoher Markt Nr. 28, ist ein mächtiges, dreigeschoßiges Eckhaus, das eine neobarocke Rieselputzfassade mit Kolossalpilastern und Eckquaderungen trägt und einen einachsig zurückgestaffelten Seitentrakt aufweist. Die Hauptfront besitzt eine breite korbbogige Einfahrt und abgefaste Steingewände. Der rückwärtige Flur ist dreijochig und kreuzgratgewölbt. Ein Raum besitzt reiche, mit 1627 und 1666 bezeichnete Holzbalkendecken. Der dreigeschoßige Arkadenhof hat abgefaste spätgotische Pfeiler und Umgänge mit Kreuzgratgewölbe sowie spätgotische Steingewändefenster mit Vergitterungen. | BDA-Hist.: Q38024437 Status: Bescheid Stand der BDA-Liste: 2025-06-30 Name: Ehem. Rathaus GstNr.: .39 Ehem. Rathaus Unterer Stadtplatz 22 in Waidhofen an der Ybbs                                                       |
| ja   | Datei hochladen | Wohn- und Geschäftshaus HERIS-ID: 35236 Objekt-ID: 33905                                               | Unterer Stadtplatz 23 Standort KG: Waidhofen an der Ybbs         | Ein das obere Ende des Platzes abschließendes, dreigeschoßiges Haus, in dessen Rückseite ein ehemaliger, rechteckiger Wehrturm, der Eckhelturm, eingeschlossen ist. Die Rieselputzfassade vom Ende des 19. Jahrhunderts hat Profilgesimse und Scheibendekor sowie einen Flacherker über einem spätgotischen Spitzbogenportal. Tonnengewölbe in den Räumen und im Flur, zudem ein spätgotisches Rundbogenportal mit Birnstabauflage im Flur. | BDA-Hist.: Q37962385 Status: Bescheid Stand der BDA-Liste: 2025-06-30 Name: Wohn- und Geschäftshaus GstNr.: .87 |
| ja   | Datei hochladen | Wohn- und Geschäftshaus HERIS-ID: 46150 Objekt-ID: 47837                                               | Unterer Stadtplatz 24 Standort KG: Waidhofen an der Ybbs         | Der an die ehemalige Stadtmauer angrenzende und in seiner geknickten Form dem Straßenverlauf angepasste dreigeschoßige Bau stammt im Kern aus dem 15. Jahrhundert. Auf der Rieselputzfassade befinden sich kolossale Silhouettepilaster, das Erdgeschoß ist genutet. Im Inneren befindet sich ein tonnengewölbter Mittelflur. | BDA-Hist.: Q38019524 Status: Bescheid Stand der BDA-Liste: 2025-06-30 Name: Wohn- und Geschäftshaus GstNr.: .86 |
| ja   | Datei hochladen | Wohn- und Geschäftshaus HERIS-ID: 35237 Objekt-ID: 33906                                               | Unterer Stadtplatz 27 Standort KG: Waidhofen an der Ybbs         | Das unter einem Schopfwalmdach stehende, zweigeschoßige Giebelhaus besitzt ein Speichergeschoß und drei spätgotisch profilierte Steingewändefenster. Über spätgotisch abgefasten Pfeilern und Keilsteinen befindet sich ein vorkragendes Obergeschoß. Die Rieselputzfassade besitzt neobarocke Aufblendungen und ein abgefastes Rundbogenportal. Der Flur ist halbtonnengewölbt, im abgesenkten Hintertrakt befinden sich Kreuzgratgewölbe und Paralleltonnengewölbe sowie eine teilweise vermauerte Keilsteinbogenfolge an der Innenmauer. | BDA-Hist.: Q37962399 Status: Bescheid Stand der BDA-Liste: 2025-06-30 Name: Wohn- und Geschäftshaus GstNr.: 71 |
| ja   | Datei hochladen | Gasthaus Zum Goldenen Hirschen HERIS-ID: 11423 Objekt-ID: 7519                                         | Unterer Stadtplatz 28 Standort KG: Waidhofen an der Ybbs         | Die beiden dreigeschoßigen Häuser mit Blendgiebelfront und Grabendach wurden 1862 zusammengelegt und haben einen gemeinsamen tonnengewölbten Mittelflur. Die Fassade stammt aus dieser Zeit, im Kern stammen sie aus dem 15. Jahrhundert. Über seichten Wandpfeilern einer unregelmäßigen Bogenreihe aus dem Ende des 15. Jahrhunderts befindet sich ein vorkragendes Obergeschoß, darin sind Putzgratauflagen. Der Hintertrakt beherbergt eine zweischiffige platzlgewölbte Pfeilerhalle. | BDA-Hist.: Q38100675 Status: Bescheid Stand der BDA-Liste: 2025-06-30 Name: Gasthaus Zum Goldenen Hirschen GstNr.: .77, .78                                                                                              |
| ja   | Datei hochladen | Wohn- und Geschäftshaus HERIS-ID: 13554 Objekt-ID: 9744                                                | Unterer Stadtplatz 30 Standort KG: Waidhofen an der Ybbs         | Das dreigeschoßige Haus mit zweigeteilter Blendgiebelfront, auf deren historischer Rieselputzfassade mit Fries, Ornamentbänderung und kolossalen Eckpilastern gestaltet ist, besitzt einen Keller aus dem 15. Jahrhundert mit Tonnengewölbe; auch das Erdgeschoß ist tonnengewölbt. Im Obergeschoß finden sich sowohl Tonnengewölbe mit fein gestalteten, plastischen Putznetzgratauflagen mit Zapfen aus der 1. Hälfte des 16. Jahrhunderts, als auch Muldengewölbe mit Stichkappen. | BDA-Hist.: Q38180721 Status: Bescheid Stand der BDA-Liste: 2025-06-30 Name: Wohn- und Geschäftshaus GstNr.: .76/1 |
| ja   | Datei hochladen | Bürgerhaus HERIS-ID: 56997 Objekt-ID: 66680                                                            | Unterer Stadtplatz 33 Standort KG: Waidhofen an der Ybbs         | Das spätgotische, zweigeschoßige Haus mit Schopfwalmdach hat ein über zwei flachen Bögen vorkragendes Obergeschoß sowie Kanelurprofilleisten und Putzfaschen auf der erneuerten Rieselputzfassade. Besonderheiten im Inneren sind ein tonnengewölbter ehemaliger Flur, ein vierjochiges Kreuzgratgewölbe über spätgotisch abgefasten Steinpfeilern mit Stichkappentonnen im Erdgeschoß und ein feines, aus der ersten Hälfte des 16. Jahrhunderts stammendes Sternnetzgewölbe mit Zapfen im Obergeschoß. | BDA-Hist.: Q38074377 Status: Bescheid Stand der BDA-Liste: 2025-06-30 Name: Bürgerhaus GstNr.: .73 |
| ja   | Datei hochladen | Wohn- und Geschäftshaus HERIS-ID: 35238 Objekt-ID: 33907                                               | Unterer Stadtplatz 34 Standort KG: Waidhofen an der Ybbs         | Der kubische, dreigeschoßige Bau steht unter einem sehr flachen Walmdach; er stammt im Kern aus dem 15. Jahrhundert und wurde im 17. Jahrhundert umgestaltet. Die aus der zweiten Hälfte des 19. Jahrhunderts stammende Fassade besitzt an den Ecken Kolossalpilaster sowie ein Rundbogenportal mit klassizistischer Holztüre. Im Inneren befinden sich ein tonnen- und kreuzgratgewölbter Flur aus dem 16. Jahrhundert, ein vierjochiges zweischiffiges Tonnengewölbe mit Stuckkassettierung und Rosettenaufblendung über einem Mittelpfeiler, bezeichnet mit 1655, sowie unregelmäßige, weit herabgezogene Gewölbe und ein Spitzbogenportal. Den Hof zieren Pfeilerarkaden mit rundbogigen Nischen, Basen und gestuften Kapitellen; der Arkadengang wurde um 1900 verglast. | BDA-Hist.: Q37962414 Status: Bescheid Stand der BDA-Liste: 2025-06-30 Name: Wohn- und Geschäftshaus GstNr.: .72 Wohn- und Geschäftshaus Unterer Stadtplatz 34 Waidhofen an der Ybbs                                      |
| ja   | Datei hochladen | Wohn- und Geschäftshaus Alte Post HERIS-ID: 35239 Objekt-ID: 33908                                     | Unterer Stadtplatz 35 Standort KG: Waidhofen an der Ybbs         | Das mächtige, im Kern aus dem 15./16. Jahrhundert stammende Haus mit geschwungenem, ausgebautem Schopfwalmdach und erneuerter Rieselputzfassade mit 1987 restaurierter Pilastergliederung ist weit vorgebaut und den Platz prägend, zu dem es durch seinen Laubengang mit drei leicht spitzbogigen Arkaden geöffnet ist. Ein abgefastes Rundbogenportal mit Stabauflage und eine tonnengewölbte Einfahrt führen in das Innere, zudem besitzt es einen überdachten Arkadenhof mit zwei Säulenarkadengängen. In den Arkaden und Räumlichkeiten befinden sich Kreuzgrat-, Kreuzrippen-, Tonnen- und Putznetzgewölbe. | BDA-Hist.: Q37962431 Status: Bescheid Stand der BDA-Liste: 2025-06-30 Name: Wohn- und Geschäftshaus Alte Post GstNr.: 64 Alte Post Unterer Stadtplatz 35 Waidhofen an der Ybbs                                           |
| ja   | Datei hochladen | Bürgerhaus HERIS-ID: 56998 Objekt-ID: 66681                                                            | Unterer Stadtplatz 36 Standort KG: Waidhofen an der Ybbs         | Das zweigeschoßige, giebelständig unter einem 1924 erneuerten Schopfwalmdach stehende Haus grenzt an die Stadtbefestigung an. Die um 1830 angebrachte Fassade schmücken barocke Blütenmedaillonaufblendungen. Im Inneren befinden sich ein tonnengewölbter Flur und aus der ersten Hälfte des 19. Jahrhunderts stammende Platzlgewölbe. | BDA-Hist.: Q38074387 Status: Bescheid Stand der BDA-Liste: 2025-06-30 Name: Bürgerhaus GstNr.: .70 |
| ja   | Datei hochladen | Wohn- und Geschäftshaus HERIS-ID: 56999 Objekt-ID: 66682                                               | Unterer Stadtplatz 37 Standort KG: Waidhofen an der Ybbs         | Ein leicht geschweiftes Mansarddach bedeckt das mächtige, dreigeschoßige, im Kern aus der zweiten Hälfte des 15. Jahrhunderts stammende Haus. Spätgotische einachsige Seitenerker, der linke über Polygonalpfeilern mit Blendmaßwerkparapet, und eine barocke, in der zweiten Hälfte des 18. Jahrhunderts angebrachte, durch Lisenengruppen und ein Madonnenwandbild rhythmisierte Fassadengliederung prägen die Außenansicht. Ein spitzbogiges spätgotisches Portal mit verkreuzter Rundstabauflage führt in einen tonnengewölbten Flur. Weitere Details sind ein um 1880 erbauter Stiegenaufgang sowie Kreuzgratgewölbe im Erdgeschoß und ein spitzbogiges Tonnengewölbe im Obergeschoß. | BDA-Hist.: Q38074397 Status: Bescheid Stand der BDA-Liste: 2025-06-30 Name: Wohn- und Geschäftshaus GstNr.: .69 Wohn- und Geschäftshaus Unterer Stadtplatz 37 Waidhofen an der Ybbs                                      |
| ja   | Datei hochladen | Wohn- und Geschäftshaus HERIS-ID: 35240 Objekt-ID: 33909                                               | Unterer Stadtplatz 38 Standort KG: Waidhofen an der Ybbs         | Der breit gelagerte, dreigeschoßige Bau stammt im Kern aus dem 15. Jahrhundert und hat ein breites, Ende der 1930er Jahre ausgebautes Walmdach, seine rückwärtige Mauer ist ein Rest der alten Stadtmauer. Die Rieselputzfassade stammt aus dem ausgehenden 18. Jahrhundert, das Steingewändeportal ist mit 1925 bezeichnet. Ein tonnengewölbter Mittelflur und Räume mit Stichkappentonnen und Kreuzgratgewölben über spätgotischen Polygonalpfeilern sowie spitzbogige Steinbögen befinden sich im Erdgeschoß. Im mehrteiligen Keller ist ein spätgotisches Steingewändeportal, im Obergeschoß ein quer gelagerter Flur mit barocken Gewölbeteilen und Putzrosetten. | BDA-Hist.: Q37962448 Status: Bescheid Stand der BDA-Liste: 2025-06-30 Name: Wohn- und Geschäftshaus GstNr.: 62/1 |
| ja   | Datei hochladen | Bürgerhaus HERIS-ID: 11424 Objekt-ID: 7520                                                             | Unterer Stadtplatz 39 Standort KG: Waidhofen an der Ybbs         | Das Haus der Konditorei Piaty ist giebelständig und zweigeschoßig mit Schopfwalmdach. Auf einer schlichten Fassade befinden sich ein Bäckerzeichen und ein Ausleger von 1935. Im Inneren befinden sich Stichkappentonnen aus dem 17. Jahrhundert und Platzlgewölbe aus dem 18. Jahrhundert. Weiters befinden sich in dem Haus eine Konditoreiausstattung von 1927, und im Obergeschoß seit 1962 auch die volkskundliche Sammlung Paul Piaty, bestehend aus bäuerlichen Gebrauchs- und Kunstgegenständen sowie eine komplette Bauernstube mit 1614 bezeichneter Holzbalkendecke. | BDA-Hist.: Q38100712 Status: Bescheid Stand der BDA-Liste: 2025-06-30 Name: Bürgerhaus GstNr.: 61 |
| ja   | Datei hochladen | Bürgerhaus HERIS-ID: 10690 Objekt-ID: 6751seit 2014                                                    | Unterer Stadtplatz 40 Standort KG: Waidhofen an der Ybbs         | | BDA-Hist.: Q38076513 Status: Bescheid Stand der BDA-Liste: 2025-06-30 Name: Bürgerhaus GstNr.: .66 |
| ja   | Datei hochladen | Wohn- und Geschäftshaus HERIS-ID: 35241 Objekt-ID: 33910                                               | Unterer Stadtplatz 41 Standort KG: Waidhofen an der Ybbs         | Die Fassade des spätbarocken Bürgerhauses unter einem 1991 erneuerten Mansarddach stammt ca. aus dem Jahr 1840. Platzgewölbe, ein quer gelagertes Tonnengewölbe sowie ein spätbarockes Steingewändeportal mit geschwungener Oberlichte sind die charakteristischen Details des Hauses. | BDA-Hist.: Q37962463 Status: Bescheid Stand der BDA-Liste: 2025-06-30 Name: Wohn- und Geschäftshaus GstNr.: .65 |
| ja   | Datei hochladen | Bürgerhaus HERIS-ID: 10697 Objekt-ID: 6758                                                             | Unterer Stadtplatz 42 Standort KG: Waidhofen an der Ybbs         | Die Front des dreigeschoßigen Hauses mit breitem Schopfwalmdach und schlichter Fassade zeigt einen einachsigen Fassadenerker aus der 2. Hälfte des 16. Jahrhunderts über Keilsteinen mit Maskarons. Innen befinden sich tonnengewölbte und teilweise mit Stichkappen versehene Erdgeschoßräume sowie eine reich geschnitzte, mit der Jahreszahl 1629 bezeichnete Holzbalkendecke. | BDA-Hist.: Q38076769 Status: Bescheid Stand der BDA-Liste: 2025-06-30 Name: Bürgerhaus GstNr.: .64 |
| ja   | Datei hochladen | Bürgerhaus HERIS-ID: 10698 Objekt-ID: 6759                                                             | Unterer Stadtplatz 43 Standort KG: Waidhofen an der Ybbs         | Das an die ehemalige Stadtmauer angeschlossene Haus besitzt eine reiche, frühhistoristische Fassade mit Blütenornamentik. Im Keller des Hauses befindet sich ein Bruchstein-Stichkappentonnengewölbe mit Schalungsabdrücken aus dem 15. Jahrhundert. In den Stockwerken darüber finden sich Stichkappentonnen- und Kreuzgratgewölbe aus dem 16./17. Jahrhundert, und im Hof dreiachsige Rundbogenarkaden. | BDA-Hist.: Q38076781 Status: Bescheid Stand der BDA-Liste: 2025-06-30 Name: Bürgerhaus GstNr.: 57 |
| ja   | Datei hochladen | Bürgerhaus HERIS-ID: 10691 Objekt-ID: 6752                                                             | Unterer Stadtplatz 44 Standort KG: Waidhofen an der Ybbs         | Das ursprünglich zweigeschoßige, im Kern aus dem 15./16. Jahrhundert stammende Haus ist eine ehemalige Pferdeschmiede, die 1846 großzügig umgebaut wurde und Anfang des 20. Jahrhunderts ein drittes Geschoß bekam. Die abgerundete Front ist im Erdgeschoß genutet und hat eine biedermeierliche Fassade, auf der sich über floral gestalteten Kragsteinen Flacherker mit Butzenscheibenverglasung befinden. Rundbogenfenster und -portal sind mit 1846 bezeichnet und teilweise vergittert und mit schmiedeeisernen Blumenkörbchen versehen. Westseitig befindet sich eine 1920 zugebaute Werkstatt mit zweischiffiger, vier- bis sechsjochiger Pfeilerhalle. | BDA-Hist.: Q38076538 Status: Bescheid Stand der BDA-Liste: 2025-06-30 Name: Bürgerhaus GstNr.: .62 Bürgerhaus Unterer Stadtplatz 44 Waidhofen an der Ybbs                                                                |
| ja   | Datei hochladen | Wohnhaus, ehem. Hammerherrenhaus HERIS-ID: 35242 Objekt-ID: 33911                                      | Weyrerstraße 5 Standort KG: Waidhofen an der Ybbs                | Das im Kern aus dem 16. Jahrhundert stammende, zweigeschoßige, giebelständige ehemalige Hammerherrenhaus mit rückgestaffeltem Seitentrakt weist zahlreiche Baudetails wie Steingewändefenster und Flacherker, sowie Sgraffitoreste als Eckquaderung im Schwarzweißdekor auf. Weiters finden sich auf der spätbiedermeierlich-frühhistoristischen Fassade ein mit 1850 bezeichnetes Steingewändeportal und reicher Palmettenfries unter der Traufe. | BDA-Hist.: Q37962478 Status: Bescheid Stand der BDA-Liste: 2025-06-30 Name: Wohnhaus, ehem. Hammerherrenhaus GstNr.: 693/1 Wohnhaus, ehem. Hammerherrenhaus Weyrerstraße 5 Waidhofen an der Ybbs                         |
| ja   | Datei hochladen | Wohnhaus HERIS-ID: 35243 Objekt-ID: 33912                                                              | Weyrerstraße 15 Standort KG: Waidhofen an der Ybbs               | Die Fassade des spätbarocken, traufständig unter einem Mansarddach stehenden Hauses weist im Obergeschoß feinen Rokokostuckdekor und Pilastergliederung auf, im Erdgeschoß Bänderung. Im Inneren finden sich Platzlgewölbe mit Gurten. | BDA-Hist.: Q37962492 Status: Bescheid Stand der BDA-Liste: 2025-06-30 Name: Wohnhaus GstNr.: .476/1 Wohnhaus Weyrer Straße 15 Waidhofen an der Ybbs                                                                      |
| ja   | Datei hochladen | Ehem. Gasthof Zur Sonne HERIS-ID: 64388 Objekt-ID: 77105                                               | Weyrerstraße 22 Standort KG: Waidhofen an der Ybbs               | Der im Kern aus dem 17. Jahrhundert stammende mächtige Bau steht unter einem vorgezogenen Satteldach und hat eine biedermeierliche Fassade aus Kannelur-Lisenengliederung und einer welligen Horizontalbänderung. Die Türflügel der breiten, korbbogigen Einfahrt mit Tonnengewölbe sind mit Sonnensymbolen verziert. In den Erdgeschoßräumen befinden sich zum Teil Stichkappentonnen. Den Gastraum prägt eine mit 1623 bezeichnete Holzbalkendecke mit zwei Unterzugbalken samt Palmettendekor und Schriftband, außerdem befindet sich in dem Raum ein vom Ende des 19. Jahrhunderts stammendes Zunftzeichen. | BDA-Hist.: Q38106857 Status: Bescheid Stand der BDA-Liste: 2025-06-30 Name: Ehem. Gasthof Zur Sonne GstNr.: .472/1, .471 Ehem. Gasthaus zur Sonne Waidhofen an der Ybbs                                                  |
| ja   | Datei hochladen | Bildstock/Wegkapelle HERIS-ID: 30106 Objekt-ID: 26835                                                  | Wienerstraße 4, gegenüber Standort KG: Waidhofen an der Ybbs     | Der Nischenbildstock ist mit einem Holzschindeldach gedeckt und beinhaltet eine zwischen toskanischen Säulchen stehende spätgotische Statuette Schmerzensmann vom Anfang des 16. Jahrhunderts. | BDA-Hist.: Q37930389 Status: Bescheid Stand der BDA-Liste: 2025-06-30 Name: Bildstock/ Wegkapelle GstNr.: 709/1 Bildstock Wienerstraße 4 Waidhofen an der Ybbs                                                           |
| ja   | Datei hochladen | Wohnhaus HERIS-ID: 57017 Objekt-ID: 66703                                                              | Ybbsitzerstraße 9 Standort KG: Waidhofen an der Ybbs             | Der langgestreckte, knapp unter dem heutigen Straßenniveau liegende Bau mit spätgotischem Kern hat einen erhöhten Mittelteil und ist mit einem Zeltdach gedeckt. Im Keller befinden sich Tonnengewölbe mit Schalungsabdrücken, in den Wohnräumen Stichkappentonnen und zwei Kerbschnittbalkendecken, die mit 1603 und 1623 bezeichnet sind. | BDA-Hist.: Q38074509 Status: Bescheid Stand der BDA-Liste: 2025-06-30 Name: Wohnhaus GstNr.: .181 |
| ja   | Datei hochladen | Wohnhaus HERIS-ID: 57020 Objekt-ID: 66706                                                              | Ybbsitzerstraße 13 Standort KG: Waidhofen an der Ybbs            | Das eingeschoßige Gebäude weist auf der erneuerten Fassade teilweise Ortquaderung bzw. unter der Traufe -bänderung auf, sowie ein spätgotisches Schulterportal. Im Inneren befinden sich ein tonnengewölbter Flur und Stichkappentonnen in den Räumen, zudem eine spitzbogige Wandnische und ein weiteres, freigelegtes Schulterportal. | BDA-Hist.: Q38074537 Status: Bescheid Stand der BDA-Liste: 2025-06-30 Name: Wohnhaus GstNr.: .183 |
| ja   | Datei hochladen | Wohnhaus, ehem. Herrenhaus HERIS-ID: 57012 Objekt-ID: 66698                                            | Ybbsitzerstraße 16 Standort KG: Waidhofen an der Ybbs            | Das markant in der Achse der Ybbsbrücke gelegene, traufständig stehende dreigeschoßige Haus besitzt eine repräsentative, um 1800 angebrachte, klassizistische Fassade mit strenger Kolossalpilasterordnung und einer breiten rundbogigen Durchfahrt. Die niedrigen Wirtschaftstrakte zeigen hofseitig ebenfalls Pilastergliederung. In den Erdgeschoßen befinden sich Platzlgewölbe, im Keller des Hauses Tonnengewölbe aus dem 16. Jahrhundert. | BDA-Hist.: Q38074490 Status: Bescheid Stand der BDA-Liste: 2025-06-30 Name: Wohnhaus, ehem. Herrenhaus GstNr.: .300 |
| ja   | Datei hochladen | Wohnhaus, ehem. Gewerbehaus HERIS-ID: 57013 Objekt-ID: 66699                                           | Ybbsitzerstraße 17 Standort KG: Waidhofen an der Ybbs            | Das unter einem Satteldach stehende Mittelflurhaus stammt im Kern aus dem 16./17. Jahrhundert. | BDA-Hist.: Q38074498 Status: Bescheid Stand der BDA-Liste: 2025-06-30 Name: Wohnhaus, ehem. Gewerbehaus GstNr.: .185 |
| ja   | Datei hochladen | Ehem. Gasthof Zum goldenen Löwen HERIS-ID: 79780 Objekt-ID: 93476                                      | Ybbsitzerstraße 18 Standort KG: Waidhofen an der Ybbs            | Der dreigeschoßige, unter einem ausgebauten Dach stehende Bau stammt im Kern aus dem ausgehenden 18. Jahrhundert, ein gestaffelter Anbau vom Ende des 19. Jahrhunderts. Im Erdgeschoß befindet sich eine Fassadenbänderung, seitlich ein mit 1781 bezeichneter Torbogen. Der durchgängige Mittelflur besteht aus vier kreuzgratgewölbten Jochen mit angeputzten Graten aus dem 17. Jahrhundert. | BDA-Hist.: Q38171929 Status: Bescheid Stand der BDA-Liste: 2025-06-30 Name: Ehem. Gasthof Zum goldenen Löwen GstNr.: .299/1                                                                                              |
| ja   | Datei hochladen | Wohnhaus, ehem. Gewerbehaus HERIS-ID: 57018 Objekt-ID: 66704                                           | Ybbsitzerstraße 20 Standort KG: Waidhofen an der Ybbs            | Der zweigeschoßige, im Kern aus dem 16. Jahrhundert stammende Bau wurde in der ersten Hälfte des 18. Jahrhunderts adaptiert. Die erneuerte Fassade besitzt eine in einer Scheinkartusche angebrachte und mit 1717 bezeichnete Wandmalerei, die eine Mariazeller Madonna mit Heiligen zeigt. Im Inneren befinden sich ein enger, durchgängiger Flur mit Tonnengewölbe, das Kellergewölbe weist Schalungsabdrücke auf. | BDA-Hist.: Q38074517 Status: Bescheid Stand der BDA-Liste: 2025-06-30 Name: Wohnhaus, ehem. Gewerbehaus GstNr.: .298 |
| ja   | Datei hochladen | Wohnhaus, ehem. Gewerbehaus HERIS-ID: 57019 Objekt-ID: 66705                                           | Ybbsitzerstraße 22 Standort KG: Waidhofen an der Ybbs            | Das traufständig unter einem Satteldach stehende, zweigeschoßige Haus stammt im Kern aus dem 17. Jahrhundert. Die mit Fruchtgehängedekor verzierte Fassade wird durch einen Mittelrisalit mit Balkon gegliedert. Im Oberlichtportal der korbbogigen Einfahrt befindet sich ein Weinranken-Schmiedeeisengitter. Im Inneren befinden sich Kreuzgratgewölbe und Stichkappentonnen, im Kellergewölbe finden sich Schalungsabdrücke. | BDA-Hist.: Q38074528 Status: Bescheid Stand der BDA-Liste: 2025-06-30 Name: Wohnhaus, ehem. Gewerbehaus GstNr.: .296/1                                                                                                   |
| BW   | Datei hochladen | Anlage Arbeiter- und Beamtenwohnhäuser HERIS-ID: 250395seit 2024                                       | Ybbsitzerstraße 122 Standort KG: Waidhofen an der Ybbs           | | BDA-Hist.: Q126122353 Status: Bescheid Stand der BDA-Liste: 2025-06-30 Name: Anlage Arbeiter- und Beamtenwohnhäuser GstNr.: 219/4, .789                                                                                  |
| ja   | Datei hochladen | Bezirksgericht HERIS-ID: 50776 Objekt-ID: 56104                                                        | Ybbstorgasse 2 Standort KG: Waidhofen an der Ybbs                | Der mächtige, zweieinhalbgeschoßige Renaissancebau ist das Geburtshaus des Malers Ludwig Halauska. Es wurde im letzten Drittel des 16. Jahrhunderts erbaut, besitzt ein Walmdach, ein wuchtiges Rustika-Rundbogenportal mit einer Kopie des hölzernen Renaissanceportals von 1582, dessen Original sich im Museum befindet, ein weiteres Rundbogenportal bei der tonnengewölbten Einfahrt sowie einen Durchgang aus zwei Rundbogenpfeilerarkaden. Die historische Fassade an der Schauseite zieren florales Dekor, Eckquaderungen und schlichte Fensterüberdachungen, an der Seitenfront gibt es einen schmalen Verbindungstrakt zum Ybbstor. Im breiten Flur befinden sich Kreuzgratgewölbe mit angeputzten Graten und Nasen aus dem 16. Jahrhundert, die Erdgeschoßräume sind mit Stichkappentonnen versehen. Im Obergeschoß hat der Flur ein Tonnengewölbe, gratige Stuckkassettierung über Konsolsteinen und ein Steingewändeportal mit 1572 bezeichnetem Wappen Wolf Ebenpergers, außerdem befindet sich hier eine dreijochige Stichkappentonne mit Stuckgratkassettierung, zum Hof in drei Rundbogenarkaden über Polygonalpfeilern mit kreuzgratgewölbten Gängen geöffnet. Der Gerichtssaal hat eine barock kassettierte Stuckdecke, im Vorraum befindet sich ein spätgotisches, von einer vermauerten Säule ausstrahlendes Netzgratgewölbe mit ausgeprägten Noppen. Im Richterzimmer befinden sich Tonnengewölbe mit enger Stichkappenfolge, die Ecken sind durch eine Dreistrahllösung elegant abgerundet. | BDA-Hist.: Q38042073 Status: § 2a Stand der BDA-Liste: 2025-06-30 Name: Bezirksgericht GstNr.: .107 Bezirksgericht Waidhofen an der Ybbs                                                                                 |
| ja   | Datei hochladen | Gasthaus Zum Schwarzen Bären HERIS-ID: 10693 Objekt-ID: 6754                                           | Ybbstorgasse 3 Standort KG: Waidhofen an der Ybbs                | Das unter einem Schopfwalmdach stehende zweigeschoßige Giebelhaus stammt überwiegend aus dem 16. Jahrhundert, der Keller bereits aus dem 15., der vorgezogene, zweiachsige Fassadenteil entstand um 1700. Auf der erneuerten Rieselputzfassade befindet sich ein barockes Stuckfeld mit der Darstellung eines Kruzifix’ aus dem 19. Jahrhundert, sowie ein Rundbogenportal. Im Erd- und Obergeschoß befinden sich mehrere frühneuzeitliche Tonnen- und Kreuzgratgewölbe, im Obergeschoß außerdem eine mit 1592 bezeichnete Holzbalkendecke. | BDA-Hist.: Q38076605 Status: Bescheid Stand der BDA-Liste: 2025-06-30 Name: Gasthaus Zum Schwarzen Bären GstNr.: .108 |
| ja   | Datei hochladen | Ybbstor HERIS-ID: 64392 Objekt-ID: 77109                                                               | Ybbstorgasse 4 Standort KG: Waidhofen an der Ybbs                | Das Ybbstor (13. Jahrhundert) ist das letzte das Stadtbild deutlich prägende Stadttor, das noch erhalten ist. Mit Renaissance-Rustika, spätgotischen Fensteröffnungen, barockem Zwiebelturm (1778) und Profilleistendekor (19. Jahrhundert). | BDA-Hist.: Q38106866 Status: § 2a Stand der BDA-Liste: 2025-06-30 Name: Ybbstor GstNr.: .156/1 Ybbstor, Waidhofen an der Ybbs                                                                                            |
| ja   | Datei hochladen | Bürgerhaus HERIS-ID: 11101 Objekt-ID: 7173                                                             | Ybbstorgasse 5 Standort KG: Waidhofen an der Ybbs                | Das zweigeschoßige, giebelständig unter einem breiten Schopfwalmdach stehende Haus ist eine ehemalige Bäckerei und entstand überwiegend im 16. Jahrhundert. Es besitzt ein überarbeitetes Schulterportal aus dem ersten Drittel des 16. Jahrhunderts und einen einachsigen Flacherker mit profilierten Konsolen; an seiner Südseite zeigt er ein über Kragsteinen vorgezogenes Obergeschoß. Beide Bauteile haben eine angeputzte Ortquaderung aus der zweiten Hälfte des 16. Jahrhunderts. Das Innere des Hauses ist entkernt. | BDA-Hist.: Q38089488 Status: Bescheid Stand der BDA-Liste: 2025-06-30 Name: Bürgerhaus GstNr.: 25 Bürgerhaus Ybbstorgasse 5 Waidhofen an der Ybbs                                                                        |
| ja   | Datei hochladen | Figurenbildstock hl. Johannes Nepomuk HERIS-ID: 64102 Objekt-ID: 76803                                 | Standort KG: Waidhofen an der Ybbs                               | Die Statue ist eine 1982 angefertigte Kopie der Gruppe am Fuß des Schlossbergs in Ochsenburg (St. Pölten). Sie wurde von Herbert Petermandl 2006 und erneut 2016 restauriert. | BDA-Hist.: Q38105341 Status: § 2a Stand der BDA-Liste: 2025-06-30 Name: Figurenbildstock hl. Johannes Nepomuk GstNr.: 680/2 Figurenbildstock hl. Johannes Nepomuk Waidhofen an der Ybbs                                  |
| ja   | Datei hochladen | Obere Kapelle am Buchenberg HERIS-ID: 64118 Objekt-ID: 76819                                           | Standort KG: Waidhofen an der Ybbs                               | Die rechteckige Kapelle wurde 1852 auf einem hoch gelegenen Plateau des Buchenberges gebaut und 1921 sowie 1966 renoviert. Eine flache, stark eingezogene Apsis, eine vorkragende Giebelmauer, Rieselputzfassaden mit Putzfaschen und Lünettenfenstern sowie ein Satteldach prägen das Äußere, das Innere ist flach gedeckt. In der Kapelle befinden sich eine Madonnenstatue, ein Kruzifix und Votivbildchen von der zweiten Hälfte des 19. bis Anfang des 20. Jahrhunderts sowie eine volkstümliche Statue Maria Immatriculata aus dem 19. Jahrhundert. Ein Gitter ist mit der Jahreszahl 1931 bezeichnet. | BDA-Hist.: Q38105456 Status: § 2a Stand der BDA-Liste: 2025-06-30 Name: Obere Kapelle am Buchenberg GstNr.: .692 Kapelle Oberer Buchenberg Waidhofen an der Ybbs                                                         |
| ja   | Datei hochladen | Untere Kapelle am Buchenberg HERIS-ID: 64119 Objekt-ID: 76820                                          | Standort KG: Waidhofen an der Ybbs                               | Der aus 1856 stammende, geräumige Rechteckbau mit Rundbogenapsis zeigt an seinen Rieselputzfassaden Lünettenfenster und ein Steingewändeportal mit vergitterter Oberlichte, sowie ein mit 1865 bezeichnetes Madonnenrelief. Im tonnengewölbten Innenraum befindet sich eine holzverkleidete Altarnische mit einem Altarbild Pietà von 1856 sowie Votivbilder und Statuetten am Ende des 19./Anfang des 20. Jahrhunderts. | BDA-Hist.: Q38105469 Status: § 2a Stand der BDA-Liste: 2025-06-30 Name: Untere Kapelle am Buchenberg GstNr.: .691 Kapelle Unterer Buchenberg Waidhofen an der Ybbs                                                       |
| ja   | Datei hochladen | Zeller Hochbrücke / Obere Zeller Brücke HERIS-ID: 64476 Objekt-ID: 77199                               | Standort KG: Waidhofen an der Ybbs                               | Eine das Stadtbild prägende, siebzehn Meter hohe Stahlbetonbrücke, die 1898 erbaut und 1969/70 renoviert wurde. Über zwei Bögen und einen Strompfeiler spannt sich die Brücke über bemerkenswerte 44,6 Meter. An beiden Seiten der Brücke stehen Pfeiler mit segmentbogenartigen Abschlüssen, auf der Höhe des Strompfeilers befinden sich balkonartig erweiterte Gehsteige. Die Brücke verbindet die Katastralgemeinden Zell Markt und Waidhofen an der Ybbs. | BDA-Hist.: Q38107112 Status: § 2a Stand der BDA-Liste: 2025-06-30 Name: Zeller Hochbrücke/ Obere Zeller Brücke GstNr.: 697/58, 697/59 Zeller Hochbrücke Zell Markt                                                       |
| ja   | Datei hochladen | Viadukt und Eisenbahnbrücke über die Weyrerstraße HERIS-ID: 26615 Objekt-ID: 23101                     | Lederergasse 4, bei Standort KG: Waidhofen an der Ybbs           | Das aus mehrachsigen Steinbogenteilen bestehende Viadukt mit stählerner Fischbauchkonstruktion als Mittelteil wurde im Zuge des ersten Bauabschnitts der Ybbstalbahn um 1896 errichtet. | BDA-Hist.: Q37902777 Status: Bescheid Stand der BDA-Liste: 2025-06-30 Name: Viadukt und Eisenbahnbrücke über die Weyrerstraße GstNr.: 700/9 Viadukt und Eisenbahnbrücke über die Weyrer Straße Waidhofen an der Ybbs     |
| ja   | Datei hochladen | Ehem. Mesnerhäusl HERIS-ID: 64437 Objekt-ID: 77156                                                     | bei St. Ägyder Straße 9 Standort KG: Windhag                     | Der eingeschoßige, hakenförmige Barockbau mit ehemaliger Rauchküche besitzt eine mit 1796 bezeichnete Balkendecke. | BDA-Hist.: Q38106972 Status: § 2a Stand der BDA-Liste: 2025-06-30 Name: Ehem. Mesnerhäusl GstNr.: 2116 |
| ja   | Datei hochladen | Kath. Filialkirche hl. Ägydius HERIS-ID: 64436 Objekt-ID: 77155                                        | gegenüber St. Ägyder Straße 10 Standort KG: Windhag              | Die Kirche besteht aus einem spätgotischen Chor, an dem eine barocke Saalkirche angebaut wurde und einem rezenten Turm. Die Weihe erfolgte 1526, der barocke Ausbau 1623. | BDA-Hist.: Q38106965 Status: § 2a Stand der BDA-Liste: 2025-06-30 Name: Kath. Filialkirche hl. Ägydius GstNr.: 2117/2 Filialkirche hl. Ägydius, Windhag                                                                  |
| ja   | Datei hochladen | Pfarrhof HERIS-ID: 64420 Objekt-ID: 77138                                                              | Windhag 1 Standort KG: Windhag                                   | Der spätbarocke, eingeschoßige Bau steht auf einem hohen Sockel unter einem steilen Schopfwalmdach. Putzfaschen- und Rieselputzfassaden sowie die Portalumrahmung wurden erneuert. Spätbarocke Fensterkörbe und Vergitterungen außen, im Inneren schlichte Stuckdecken vom Ende des 18. Jahrhunderts. | BDA-Hist.: Q38106943 Status: § 2a Stand der BDA-Liste: 2025-06-30 Name: Pfarrhof GstNr.: 605 Pfarrhof Windhag |
| ja   | Datei hochladen | Friedhof bei der Pfarrkirche HERIS-ID: 64422 Objekt-ID: 77140                                          | bei Windhag 1 Standort KG: Windhag                               | Auf dem Friedhof stehen überwiegend gusseiserne Kreuze. Ein rundbogiges Einfahrtstor trägt ein Wappen, mit 1779 bezeichnet, und in einer Nische steht eine Statue des hl. Nikolaus. | BDA-Hist.: Q38106953 Status: § 2a Stand der BDA-Liste: 2025-06-30 Name: Friedhof bei der Pfarrkirche GstNr.: 606/1 Friedhof bei der Pfarrkirche Windhag Waidhofen an der Ybbs                                            |
| ja   | Datei hochladen | Kath. Pfarrkirche hl. Nikolaus HERIS-ID: 64419 Objekt-ID: 77136                                        | bei Windhag 5a Standort KG: Windhag                              | Die Pfarrkirche hl. Nikolaus ist eine spätgotische Saalkirche mit einem niedrigeren Nord-Seitenschiff in Hanglage, sie ist vom Friedhof und einer Mauer umgeben, im Osten steht ein massiges kubisches Tor. Der massige, vorgestellte Westturm ist ein ehemaliger gotischer Wehrturm vom Ende des 14. Jahrhunderts mit schrägen, barocken Stützpfeilern und schmalen Schlitzöffnungen, das Schallgeschoß zeigt Dreipassöffnungen. Der Pyramidenspitzhelm stammt aus dem Jahre 1854. Der Turm ist rundbogig geöffnet, die tonnengewölbte Turmstube hat aber keine Verbindung zum Kirchenschiff. Das Langhaus ist ein dreijochiger Saal mit Kreuzrippengewölben vom Ende des 14. Jahrhunderts, unter die Orgelempore über einem quadratischen Pfeiler wurde im 17. Jahrhundert ein Kreuzgratgewölbe gebaut, der Holzbalkonvorbau zeigt Reste eines aus dem 18. Jahrhundert stammenden vergoldeten Schleierwerks. Der Chor mit 5/8-Schluss ist direkt und einjochig an das Langhaus angebaut mit einem Kreuzrippengewölbe vom Ende des 14. Jahrhunderts. Das Langhaus ist durch drei Arkaden zum dreijochigen Nordschiff geöffnet, dort kräftige Kreuzrippengewölbe aus dem 3. Viertel des 15. Jahrhunderts, die Joche sind durch Scheidbögen getrennt. An der Nordostseite die Nordkapelle, die als Sakristei dient und mit dem Chor über eine Steingewändetüre verbunden ist. Das leicht geschwungene Spitzbogenportal an der Nordseite hat reich geschnitzte Türflügeln um 1900. Der Hauptaltar, ein reich gestaltetes Doppelsäulenretabel um das Jahr 1700, wird von einer monumentalen Statue des Kirchenpatrons über dem Tabernakelaufbau dominiert, seitlich Statuen der hll. Sebastian und Florian. Das Oberbild zeigt die Marienkrönung. Das Seitenaltarretabel ist schlicht, mit Knorpelwerk verziert, stammt vom Ende des 17. Jahrhunderts und hat eine Aufsatzfigur des hl. Michael etwa aus dem Jahre 1675. Die Kanzel mit barockem Korb und Schalldeckel mit Rankendekor ist mit 1675 bezeichnet und wurde von Adam Piringer gestiftet. Die Orgel in neugotischem Gehäuse stammt von Gregor Hradetzky aus dem Jahre 1963. In der Kirche befindet sich ein monumentales Kruzifix aus dem 17. / Anfang des 18. Jahrhunderts. Der Kreuzweg besteht aus polychromierten Reliefs aus der Zeit um 1950. | BDA-Hist.: Q38106932 Status: § 2a Stand der BDA-Liste: 2025-06-30 Name: Kath. Pfarrkirche hl. Nikolaus GstNr.: .47 Pfarrkirche hl. Nikolaus, Windhag                                                                     |
| ja   | Datei hochladen | Pichlerkapelle am Seeberg, Seeberg-Kapelle HERIS-ID: 35233 Objekt-ID: 33899                            | Seeberg 8, südöstlich Standort KG: Wirts                         | Die bei der Abzweigung zu Nr. 8, Reithbauer, befindliche Rechteckkapelle stammt aus dem Jahr 1867. Sie hat eine vorgeblendete Giebelwand mit einer Nische, in der sich eine Statue Ecce homo befindet. Im Inneren weist sie eine Stichkappentonne und Seitennischen auf, auf dem Altar steht eine vermutlich aus dem 18. Jahrhundert stammende Madonnenstatue und mehrere Heiligenfiguren vom Ende des 19./Anfang des 20. Jahrhunderts. | BDA-Hist.: Q37962326 Status: Bescheid Stand der BDA-Liste: 2025-06-30 Name: Pichlerkapelle am Seeberg, Seeberg-Kapelle GstNr.: .119/3 Pichlerkapelle am Seeberg, Seeberg-Kapelle Waidhofen an der Ybbs                   |
| ja   | Datei hochladen | Schloss Zell/Oberzell HERIS-ID: 44838 Objekt-ID: 45715                                                 | Am Schlossplatz 1 Standort KG: Zell Markt                        | Die gegenüber dem Altstadtbereich von Waidhofen knapp über dem Ybbsufer in einem großen, neobarock ummauerten und mit einem repräsentativ gestalteten Portal versehenen Grünareal liegende, stattliche frühbarocke Anlage wurde Anfang des 17. Jahrhunderts errichtet. Ein fünfgeschoßiger, frühbarocker Torturm mit geschindeltem Zwiebelhelm ist ihr vorgestellt. Einst Amts- und Verwaltungssitz der Herrschaft Gleiss, wurde sie ab 1808 lokales Zentrum der Herrschaftsverwaltung. In den Jahren 1908 und 1912 erfolgten nach Plänen von Miklas von Bukovics und Leopold Spreitzer Umbauten zu einem Hotel. 2000 bis 2002 erfolgten neuerliche Adaptierungen, zudem entstand neben dem Schloss ein freistehender Hotelneubau nach Plänen von Ernst Hoffmann. Das Schloss ist ein dreigeschoßiger, rechteckiger Baublock mit frühbarockem Kern, den ein dreiteiliges Walmdach über zweigeschoßig ausgebauten Dachgeschoßen vom Anfang des 20. Jahrhunderts bedeckt. Die Fassade der siebenachsigen Hauptfront ist schlicht und mit Ortstein gegliedert. Die vier- bis fünfachsigen Seitenfronten haben Rieselputzfassaden und ein profiliertes Rundbogenportal, ybbsseitig befindet sich ein zweigeschoßiger Verandavorbau. Im Inneren führt ein durchgängiger, kreuzgratgewölbter Flur zu den Erd- und Obergeschoßräumen, welche mit kassettierten Stichkappentonnen mit fein gestalteten Putzbandauflagen und Rosetten, sowie Holzbalkendecken versehen sind. Die ehemaligen Hotelzimmer haben secessionistischen Stuckdekor, im Obergeschoß der Veranda zudem neobarocke Stuckreliefs allegorischen Inhaltes. | BDA-Hist.: Q38011170 Status: Bescheid Stand der BDA-Liste: 2025-06-30 Name: Schloss Zell/ Oberzell GstNr.: 1/1 Schloss Zell an der Ybbs                                                                                  |
| ja   | Datei hochladen | Wohn- und Geschäftshaus HERIS-ID: 35354 Objekt-ID: 34105                                               | Hauptplatz 6 Standort KG: Zell Markt                             | Der zweigeschoßige, im Obergeschoß mit Rokokodekor gestaltete Bau weist zwei mit 1785 bezeichnete Wandfeldbilder auf, einen Gnadenstuhl mit den Heiligen Sebastian und Florian, sowie eine Marienerscheinung. | BDA-Hist.: Q37963560 Status: Bescheid Stand der BDA-Liste: 2025-06-30 Name: Wohn- und Geschäftshaus GstNr.: .53 |
| ja   | Datei hochladen | Sog. Gamperlschmiede HERIS-ID: 35355 Objekt-ID: 34106                                                  | Hauptplatz 10 Standort KG: Zell Markt                            | Die ehemalige Nagelschmiede befindet sich in einem eingeschoßigen, langgestreckten, im Kern aus dem 16. Jahrhundert stammenden Gebäude mit turmartig überhöhtem Mitteltrakt, das von einem 1928 erneuerten, abgeschopften Steildach bedeckt ist. Reste von Fassadendekor aus dem 16./17. Jahrhundert sind erhalten, das Obergeschoß besitzt Spähluken. Im Inneren befinden sich ein enger, tonnengewölbter Flur und ein schliefbarer Kamin, sowie eine mit 1614 bezeichnete Holzbalkendecke. Der Seitentrakt (Hauptplatz 12) ist erneuert. | BDA-Hist.: Q37963575 Status: Bescheid Stand der BDA-Liste: 2025-06-30 Name: Sog. Gamperlschmiede GstNr.: .57 |
| ja   | Datei hochladen | Bürgerhaus HERIS-ID: 13322 Objekt-ID: 9495                                                             | Hauptplatz 11 Standort KG: Zell Markt                            | Das im Kern frühneuzeitliche, unter einem geschweiften Schopfwalmdach stehende Mittelflurhaus wurde Ende des 18. Jahrhunderts und um 1840 umgestaltet. Eine reich gestaltete Biedermeierfassade aus 1840 und ein rundbogiges Steinportal mit verglaster Oberlichte prägen das Äußere. Im Erdgeschoß befindet sich eine klassizistisch/biedermeierliche Stuckrosettendecke. | BDA-Hist.: Q38175369 Status: Bescheid Stand der BDA-Liste: 2025-06-30 Name: Bürgerhaus GstNr.: .62 Bürgerhaus Hauptplatz 11 Zell Markt                                                                                   |
| ja   | Datei hochladen | Volksschule HERIS-ID: 44160 Objekt-ID: 44863                                                           | Hauptplatz 17 Standort KG: Zell Markt                            | Die Volksschule ist ein langgestreckter, zweigeschoßiger Bau vom Ende des 19. Jahrhunderts mit Walmdach und Attika. | BDA-Hist.: Q38007270 Status: Bescheid Stand der BDA-Liste: 2025-06-30 Name: Volksschule GstNr.: 76/23 |
| ja   | Datei hochladen | Wohnhaus HERIS-ID: 44837 Objekt-ID: 45714                                                              | Hauptplatz 18 Standort KG: Zell Markt                            | Die Substanz des eingeschoßigen, dreiachsigen Giebelhauses stammt aus dem 16. Jahrhundert. Über profilierten Kragsteinen und Wandpfeilern befindet sich ein Flacherker, unter dem massigen Schopfwalmdach ein Dachausbau. Ein breites, verstäbtes Schulterportal führt ins Hausinnere, wo in Flur und Erdgeschoßräumen Tonnengewölbe zu finden sind. | BDA-Hist.: Q38011162 Status: Bescheid Stand der BDA-Liste: 2025-06-30 Name: Wohnhaus GstNr.: .65/1 |
| ja   | Datei hochladen | Flur-/Wegkapelle HERIS-ID: 64472 Objekt-ID: 77194                                                      | bei Hauptplatz 26 Standort KG: Zell Markt                        | Der an der größten Erweiterung des Hauptplatzes gelegene barocke Rechteckbau steht unter einem geschweiften Schopfwalmdach mit Blendgiebelfront. Er besitzt Jochbogenfenster und eine Apsis. Die Rieselputzfassaden sind mit schlichten Eckfaschen und stark gestuftem Traufgesims versehen. Im Inneren befindet sich ein auf Wandpfeilern ruhendes, zweijochiges Kreuzgratgewölbe. Am zusammengesetzten Altaraufbau mit neugotischem Holzgesprenge, Fialaufsätzen und Nischen sind eine Statue Madonna um 1700 in Engelsgloriole, ein spätbarockes Altarblatt der Heiligen Rosalia und in den Nischen die Statuen der Heiligen Katharina (2. Viertel des 18. Jahrhunderts) und Scholastika zu sehen. | BDA-Hist.: Q38107090 Status: § 2a Stand der BDA-Liste: 2025-06-30 Name: Flur-/Wegkapelle GstNr.: .71 |
| ja   | Datei hochladen | Kath. Pfarrkirche hl. Florian HERIS-ID: 64452 Objekt-ID: 77171                                         | Kirchenplatz 1 Standort KG: Zell Markt                           | Die in der Achse der Ybbsbrücke gelegene Pfarrkirche ist ein 1784–1786 errichteter schlichter, klassizistischer Saalbau mit eingezogenem Chor und einem, das Ortsbild prägenden, hohen Turm. Die mit Profilleistendekor und leicht geschweiftem Blendgiebel nur wenig gegliederte Westfassade beherbergt eine Nischenstatue des Hl. Florian (um 1800) und hat einen kleinen Glockenhelmaufsatz. Die glatten Langhauswände weisen rundbogige Keilsteinfenster auf, südseitig befindet sich zudem eine zweigeschoßige Sakristei mit neuem Zubau. Der 1906 erhöhte, mit dreiteiligen Putzfaschen und Silhouettepilaster dekorierte Turm ist hinter dem Chorhaupt angegliedert und schließt mit einem Pyramidenhelm mit Laternenaufsatz ab. Im Inneren findet sich ein flach gedeckter, dreijochiger Saalraum mit Pilastern und stark profiliertem Abschlussgesims, die Orgelempore ruht über Pfeilerarkaden. Gegenüber befinden sich ein breiter rundbogiger Triumphbogen und ein eingezogener Chor mit gestrecktem 5/8-Schluss. Mit Rankenornamenten verzierte Glasmalereien zeigen Medaillons mit dem Hl. Florian und dem Hl. Leopold; sie sind mit 1894 bezeichnet. Der Hochaltar besteht aus einem Rokoko-Säulenretabel mit Kämpfergesims, einem leicht segmentbogigen, mit spätbarocken/klassizistischen Teilen dekorierten Volutenschmiegenauszug und aus 1800 stammenden Polierweißstatuen der Heiligen Petrus und Paulus. Das Altarblatt zeigt die Glorie des Hl. Florian. Der Seitenaltar mit Rokoko-Tafel-Retabel und zweifach gegenläufigen Volutenschmiegen besitzt ein spätbarockes Tischtabernakel, eine Pieta und adorierende Engel aus 1903. Die um 1800 errichtete Kanzel folgt dem schlichten klassizistischen Stil. Die spätbarocke Orgel wurde um 1860 von Josef Breinbauer umgebaut. Im Chor befindet sich ein in dreiteiliger Korbform ausgeführter, hölzerner Oratoriumvorbau mit Palmetten- und Volutendekor und ein Speisgitter aus 1700. Die Gläubigen nehmen auf klassizistischen Kirchenbänken Platz, die Beichtstühle sind im selben Stil. Aus 1800 stammt ein in der Sakristei befindlicher Schrank mit Intarsien und reichem Blattwerkaufsatz. Weitere in der Kirche befindliche Kunstschätze sind u. a. eine Pietá um 1430, eine 1990 restaurierte, spätgotische Madonna um 1520, ein aus der ersten Hälfte des 18. Jahrhunderts stammendes, barockes Wandfeld, das den auferstandenen Christus zeigt sowie Kreuzwegbilder aus 1886; in Verwahrung befinden sich eine Dreifaltigkeitsmonstranz um 1700 und ein Ziborium aus 1690. Die Glocken stammen aus den Jahren 1942 und 1950. | BDA-Hist.: Q38107028 Status: § 2a Stand der BDA-Liste: 2025-06-30 Name: Kath. Pfarrkirche hl. Florian GstNr.: .37 Pfarrkirche Zell an der Ybbs                                                                           |
| ja   | Datei hochladen | Pfarrhof HERIS-ID: 64453 Objekt-ID: 77172                                                              | Kirchenplatz 1 Standort KG: Zell Markt                           | Der durch die leicht ansteigende Gasse zum Kirchenplatz hin eingeschoßige, unter einem Walmdach stehende biedermeierliche Bau stammt aus dem Anfang des 19. Jahrhunderts und besitzt Rieselputzfassaden und einen Seitentrakt. | BDA-Hist.: Q38107038 Status: § 2a Stand der BDA-Liste: 2025-06-30 Name: Pfarrhof GstNr.: .38 |
| ja   | Datei hochladen | Wohnhaus, ehem. Mauthaus HERIS-ID: 35356 Objekt-ID: 34107                                              | Kirchenplatz 2 Standort KG: Zell Markt                           | Das Haus mit hakenförmigem Grundriss und korbbogiger Durchfahrt hat eine spätbarocke/biedermeierliche Fassade mit Schuppenbänderung, auf der sich zwei Wandbilder in Rechteckfeldern befinden. | BDA-Hist.: Q37963592 Status: Bescheid Stand der BDA-Liste: 2025-06-30 Name: Wohnhaus, ehem. Mauthaus GstNr.: .35 Wohnhaus, ehem. Mauthaus Kirchenplatz 2 Zell Markt                                                      |
| ja   | Datei hochladen | Wohnhaus, ehem. Radherrenhaus HERIS-ID: 64471 Objekt-ID: 77193                                         | Messerergasse 3 Standort KG: Zell Markt                          | Das Haus mit breitem Durchgangsbogen zur Ybbs besitzt Steingewändefenster mit Steckgittern und stammt im Kern aus dem 16./17. Jahrhundert. | BDA-Hist.: Q38107080 Status: Bescheid Stand der BDA-Liste: 2025-06-30 Name: Wohnhaus, ehem. Radherrenhaus GstNr.: .28/2 Wohnhaus, ehem. Radherrenhaus Zell Markt                                                         |
| ja   | Datei hochladen | Figurenbildstock hl. Florian HERIS-ID: 64473 Objekt-ID: 77195                                          | neben Schmiedestraße 30 Standort KG: Zell Markt                  | Die barocke Statue des Heiligen Florian auf einem Pfeilersockel stammt aus der Mitte des 18. Jahrhunderts. | BDA-Hist.: Q38107098 Status: § 2a Stand der BDA-Liste: 2025-06-30 Name: Figurenbildstock hl. Florian GstNr.: 160 |
| ja   | Datei hochladen | Straßenmeisterei, Feilerhaus HERIS-ID: 35357 Objekt-ID: 34108                                          | Schmiedestraße 9 Standort KG: Zell Markt                         | Unter einem mächtigen Walmdach stehender barocker Bau mit schlichten Fassaden. Der Flur ist durchgängig tonnengewölbt mit Stichkappen, die Erdgeschoßräume haben quer zum Flur gestellte Tonnengewölbe. Rückwärts befindet sich ein gestaffelter Seitentrakt. | BDA-Hist.: Q37963606 Status: Bescheid Stand der BDA-Liste: 2025-06-30 Name: Straßenmeisterei, Feilerhaus GstNr.: 150 Straßenmeisterei, Feilerhaus Zell Markt                                                             |
| ja   | Datei hochladen | Zeller Hochbrücke / Obere Zeller Brücke HERIS-ID: 68293 Objekt-ID: 81298                               | Standort KG: Zell Markt                                          | Die 1898 erbaute und 1969/1979 renovierte Stahlbetonbrücke liegt 17 Meter hoch stadtbildprägend über der Ybbs. Sie besteht aus zwei Bögen und einem Strompfeiler und hat eine Spannweite von bemerkenswerten 44,6 Meter. Die beidseitigen Pfeiler haben segmentbogenartige Abschlüsse, auf Höhe des Strompfeilers befinden sich balkonartig erweiterte Gehsteige. Die Brücke verbindet die Katastralgemeinden Zell Markt und Waidhofen an der Ybbs. | BDA-Hist.: Q38119291 Status: § 2a Stand der BDA-Liste: 2025-06-30 Name: Zeller Hochbrücke/ Obere Zeller Brücke GstNr.: 191/6 Zeller Hochbrücke Zell Markt                                                                |

## Ehemalige Denkmäler
| Foto |                 | Denkmal                                                | Standort                                              | Beschreibung | Metadaten |
| ---- | --------------- | ------------------------------------------------------ | ----------------------------------------------------- | --- | --- |
| ja   | Datei hochladen | Bürgerhaus, ehem. Gewerbehaus Objekt-ID: 68583bis 2013 | Ybbsitzerstraße 38 Standort KG: Waidhofen an der Ybbs | Das zweigeschoßige Haus stammt im Kern aus dem 16. Jahrhundert; die Rieselputzfassade mit Putzfaschen, gebändertem Sockel und Steingewändeportal aus der ersten Hälfte des 19. Jahrhunderts. Die Wohnräume sind mit Stichkappentonnen und Kreuzgratgewölben ausgestattet, im Keller befinden sich Tonnengewölbe mit Schalungsabdrücken. | BDA-Hist.: Q106677141 Status: Bescheid Stand der BDA-Liste: 2013-06-28 Name: Bürgerhaus, ehem. Gewerbehaus GstNr.: .257/1 |
| ja   | Datei hochladen | Bürgerhaus Objekt-ID: 56107bis 2016                    | Ybbsitzerstraße 11 Standort KG: Waidhofen an der Ybbs | Der eingeschoßige, im Kern spätgotische Bau besitzt im Keller Tonnengewölbe mit Schalungsabdrücken. In den anderen Räumen finden sich Tonnen- und Kreuzgratgewölbe sowie eine ehemalige Schmiede. | BDA-Hist.: Q106677051 Status: Bescheid Stand der BDA-Liste: 2016-06-21 Name: Bürgerhaus GstNr.: .182                      |